# فهرست برندگان چند مدال طلای المپیک

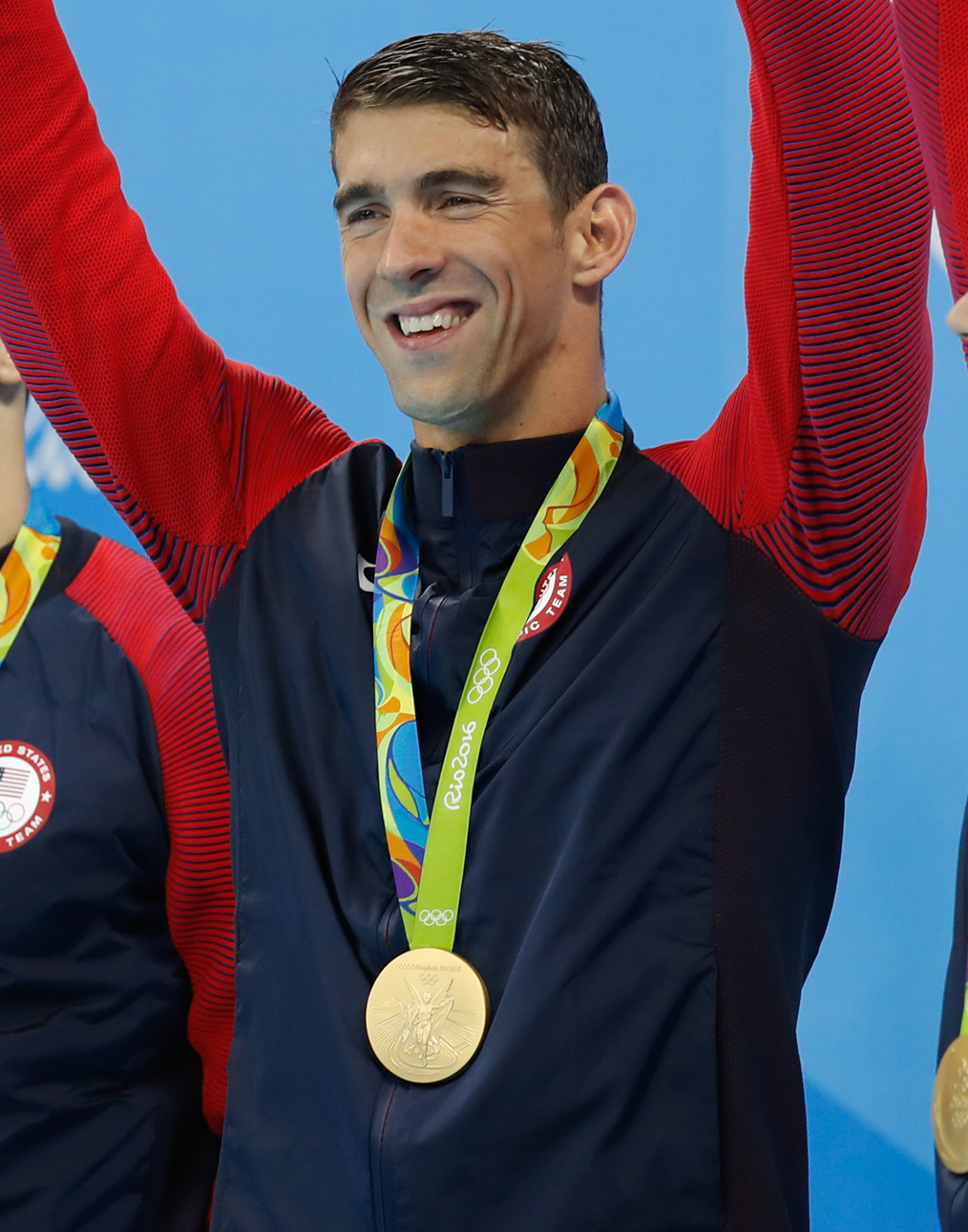
مایکل فلپس با ۲۳ مدال طلای المپیک رکورددار است؛ هیچ المپین دیگری بیش از ۹ مدال طلا کسب نکرده است.

این مقاله فهرست افرادی را ارائه می‌کند که حداقل چهار مدال طلا در بازی‌های المپیک یا حداقل سه مدال طلا در مسابقات انفرادی کسب کرده‌اند.

## فهرست بیشترین مدال‌های طلای المپیک در طول دوران حرفه‌ای
این یک فهرست جزئی از المپین‌های دارای چندین مدال طلا است که در آن افرادی فهرست شده‌اند که چهار مدال طلا یا بیشتر در بازی‌های المپیک کسب کرده‌اند. مدال‌های کسب‌شده در بازی‌های بین‌المللی ۱۹۰۶ شامل نمی‌شود. (اگر شامل می‌شد، ری آوری با ۱۰ مدال طلا دومین نفر در این فهرست بود) این فهرست شامل رتبه‌های اول تا سوم در سال‌های ۱۸۹۶ و ۱۹۰۰ است، قبل از اینکه مدال‌ها برای رتبه‌های اول تا سوم اهدا شوند. المپیک‌هایی که برای هر ورزشکار فهرست شده‌اند، تنها شامل بازی‌هایی هستند که در آن‌ها مدال کسب کرده‌اند. برای جزئیات بیشتر در مورد زمان و اینکه ورزشکار برای کدام کشور رقابت کرده است، به مقالهٔ مربوط به آن ورزشکار مراجعه کنید. تعداد مدال‌های موجود در برخی رویدادها بیشتر از سایرین است و تعداد رویدادهایی که به‌طور کلی در آن‌ها مدال اهدا می‌شود نیز در طول زمان تغییر کرده است.
نام‌های پررنگ نشان‌دهندهٔ افرادی است که در المپیک‌های اخیر، یعنی المپیک تابستانی پاریس ۲۰۲۴ و المپیک زمستانی پکن ۲۰۲۲ شرکت کرده‌اند.

## فهرست برندگان بیشترین مدال طلا
| ردیف | ورزشکار                | کشور                        | رشته                  | سال‌ها     | مسابقات  | جنسیت | طلا | نقره | برنز | مجموع |
| ---- | ---------------------- | --------------------------- | --------------------- | --------- | -------- | ----- | --- | ---- | ---- | ----- |
| ۱    | مایکل فلپس             | ایالات متحده آمریکا         | شنا                   | ۲۰۰۴–۲۰۱۶ | تابستانی | مرد   | ۲۳  | ۳    | ۲    | ۲۸    |
| ۲    | لاریسا لاتینینا        | اتحاد شوروی                 | ژیمناستیک             | ۱۹۵۶–۱۹۶۴ | تابستانی | زن    | ۹   | ۵    | ۴    | ۱۸    |
| ۳    | کیتی لدکی              | ایالات متحده آمریکا         | شنا                   | ۲۰۱۲–۲۰۲۴ | تابستانی | زن    | ۹   | ۴    | ۱    | ۱۴    |
| ۴    | پاوو نورمی             | فنلاند                      | دو و میدانی           | ۱۹۲۰–۱۹۲۸ | تابستانی | مرد   | ۹   | ۳    | ۰    | ۱۲    |
| ۵    | مارک اسپیتز            | ایالات متحده آمریکا         | شنا                   | ۱۹۶۸–۱۹۷۲ | تابستانی | مرد   | ۹   | ۱    | ۱    | ۱۱    |
| ۶    | کائلب درسل             | ایالات متحده آمریکا         | شنا                   | ۲۰۱۶–۲۰۲۴ | تابستانی | مرد   | ۹   | ۱    | ۰    | ۱۰    |
| ۶    | کارل لوئیس             | ایالات متحده آمریکا         | دو و میدانی           | ۱۹۸۴–۱۹۹۶ | تابستانی | مرد   | ۹   | ۱    | ۰    | ۱۰    |
| ۸    | ایزابل ورت             | آلمان                       | سوارکاری              | ۱۹۹۲–۲۰۲۴ | تابستانی | زن    | ۸   | ۶    | ۰    | ۱۴    |
| ۹    | ماریت بیورگن           | نروژ                        | سکی صحرانوردی         | ۲۰۰۲–۲۰۱۸ | زمستانی  | زن    | ۸   | ۴    | ۳    | ۱۵    |
| ۱۰   | اوله اینار بیورندالن   | نروژ                        | دوگانه                | ۱۹۹۸–۲۰۱۴ | زمستانی  | مرد   | ۸   | ۴    | ۱    | ۱۳    |
| ۱۱   | بیورن دهلی             | نروژ                        | سکی صحرانوردی         | ۱۹۹۲–۱۹۹۸ | زمستانی  | مرد   | ۸   | ۴    | ۰    | ۱۲    |
| ۱۱   | بیرگیت فیشر            | آلمان شرقی · آلمان          | قایقرانی              | ۱۹۸۰–۲۰۰۴ | تابستانی | زن    | ۸   | ۴    | ۰    | ۱۲    |
| ۱۳   | سواو کاتو              | ژاپن                        | ژیمناستیک             | ۱۹۶۸–۱۹۷۶ | تابستانی | مرد   | ۸   | ۳    | ۱    | ۱۲    |
| ۱۳   | جنی تامپسون            | ایالات متحده آمریکا         | شنا                   | ۱۹۹۲–۲۰۰۴ | تابستانی | زن    | ۸   | ۳    | ۱    | ۱۲    |
| ۱۵   | مت بیوندی              | ایالات متحده آمریکا         | شنا                   | ۱۹۸۴–۱۹۹۲ | تابستانی | مرد   | ۸   | ۲    | ۱    | ۱۱    |
| ۱۶   | لیسا کارینگتون         | نیوزیلند                    | قایقرانی              | ۲۰۱۲–۲۰۲۴ | تابستانی | زن    | ۸   | ۰    | ۱    | ۹     |
| ۱۷   | یوسین بولت             | جامائیکا                    | دو و میدانی           | ۲۰۰۸–۲۰۱۶ | تابستانی | مرد   | ۸   | ۰    | ۰    | ۸     |
| ۱۷   | ری اوری                | ایالات متحده آمریکا         | دو و میدانی           | ۱۹۰۰–۱۹۰۸ | تابستانی | مرد   | ۸   | ۰    | ۰    | ۸     |
| ۱۹   | نیکولای آندریانف       | اتحاد شوروی                 | ژیمناستیک             | ۱۹۷۲–۱۹۸۰ | تابستانی | مرد   | ۷   | ۵    | ۳    | ۱۵    |
| ۲۰   | بوریس شاخلین           | اتحاد شوروی                 | ژیمناستیک             | ۱۹۵۶–۱۹۶۴ | تابستانی | مرد   | ۷   | ۴    | ۲    | ۱۳    |
| ۲۱   | ویرا چاسلاوسکا         | چکسلواکی                    | ژیمناستیک             | ۱۹۶۰–۱۹۶۸ | تابستانی | زن    | ۷   | ۴    | ۰    | ۱۱    |
| ۲۲   | ویکتور چوکارین         | اتحاد شوروی                 | ژیمناستیک             | ۱۹۵۲–۱۹۵۶ | تابستانی | مرد   | ۷   | ۳    | ۱    | ۱۱    |
| ۲۲   | آلیسون فلیکس           | ایالات متحده آمریکا         | دو و میدانی           | ۲۰۰۴–۲۰۲۰ | تابستانی | زن    | ۷   | ۳    | ۱    | ۱۱    |
| ۲۴   | سیمون بایلز            | ایالات متحده آمریکا         | ژیمناستیک             | ۲۰۱۶–۲۰۲۴ | تابستانی | زن    | ۷   | ۲    | ۲    | ۱۱    |
| ۲۵   | جیسون کنی              | بریتانیای کبیر              | دوچرخه‌سواری           | ۲۰۰۸–۲۰۲۰ | تابستانی | مرد   | ۷   | ۲    | ۰    | ۹     |
| ۲۶   | آلادار گرویچ           | مجارستان                    | شمشیربازی             | ۱۹۳۲–۱۹۶۰ | تابستانی | مرد   | ۷   | ۱    | ۲    | ۱۰    |
| ۲۷   | اسوتلانا روماشینا      | روسیه · ROC                 | شنای موزون            | ۲۰۰۸–۲۰۲۰ | تابستانی | زن    | ۷   | ۰    | ۰    | ۷     |
| ۲۸   | ادواردو مانجاروتی      | ایتالیا                     | شمشیربازی             | ۱۹۳۶–۱۹۶۰ | تابستانی | مرد   | ۶   | ۵    | ۲    | ۱۳    |
| ۲۸   | آیرین وست              | هلند                        | اسکیت سرعت            | ۲۰۰۶–۲۰۲۲ | زمستانی  | زن    | ۶   | ۵    | ۲    | ۱۳    |
| ۳۰   | اما مک‌کئون             | استرالیا                    | شنا                   | ۲۰۱۶–۲۰۲۴ | تابستانی | زن    | ۶   | ۳    | ۵    | ۱۴    |
| ۳۱   | رایان لاکتی            | ایالات متحده آمریکا         | شنا                   | ۲۰۰۴–۲۰۱۶ | تابستانی | مرد   | ۶   | ۳    | ۳    | ۱۲    |
| ۳۲   | هوبرت وان اینیس        | بلژیک                       | تیراندازی             | ۱۹۰۰–۱۹۲۰ | تابستانی | مرد   | ۶   | ۳    | ۰    | ۹     |
| ۳۲   | لیوبو یگورووا          | تیم متحد · روسیه            | سکی صحرانوردی         | ۱۹۹۲–۱۹۹۴ | زمستانی  | زن    | ۶   | ۳    | ۰    | ۹     |
| ۳۴   | اکینری ناکایاما        | ژاپن                        | ژیمناستیک             | ۱۹۶۸–۱۹۷۲ | تابستانی | مرد   | ۶   | ۲    | ۲    | ۱۰    |
| ۳۵   | والنتینا وزالی         | ایتالیا                     | شمشیربازی             | ۱۹۹۶–۲۰۱۲ | تابستانی | زن    | ۶   | ۱    | ۲    | ۹     |
| ۳۶   | گرت فردریکسن           | سوئد                        | قایقرانی              | ۱۹۴۸–۱۹۶۰ | تابستانی | مرد   | ۶   | ۱    | ۱    | ۸     |
| ۳۶   | دانوتا کوزاک           | مجارستان                    | قایقرانی              | ۲۰۰۸–۲۰۲۰ | تابستانی | زن    | ۶   | ۱    | ۱    | ۸     |
| ۳۸   | کریس هوی               | بریتانیای کبیر              | دوچرخه‌سواری           | ۲۰۰۰–۲۰۱۲ | تابستانی | مرد   | ۶   | ۱    | ۰    | ۷     |
| ۳۹   | ویتالی شربو            | تیم متحد · بلاروس           | ژیمناستیک             | ۱۹۹۲–۱۹۹۶ | تابستانی | مرد   | ۶   | ۰    | ۴    | ۱۰    |
| ۴۰   | آهن هیون-سو            | کره جنوبی · روسیه           | اسکیت سرعت مسیر کوتاه | ۲۰۰۶–۲۰۱۴ | زمستانی  | مرد   | ۶   | ۰    | ۲    | ۸     |
| ۴۰   | راینر کلیمکه           | تیم متحد آلمان · آلمان غربی | سوارکاری              | ۱۹۶۴–۱۹۸۸ | تابستانی | مرد   | ۶   | ۰    | ۲    | ۸     |
| ۴۲   | ناتالی گایزنبرگر       | آلمان                       | لژسواری               | ۲۰۱۰–۲۰۲۲ | زمستانی  | زن    | ۶   | ۰    | ۱    | ۷     |
| ۴۲   | پال کواچ               | مجارستان                    | شمشیربازی             | ۱۹۳۶–۱۹۶۰ | تابستانی | مرد   | ۶   | ۰    | ۱    | ۷     |
| ۴۴   | توبیاس آرلت            | آلمان                       | لژسواری               | ۲۰۱۴–۲۰۲۲ | زمستانی  | مرد   | ۶   | ۰    | ۰    | ۶     |
| ۴۴   | رودولف کارپاتی         | مجارستان                    | شمشیربازی             | ۱۹۴۸–۱۹۶۰ | تابستانی | مرد   | ۶   | ۰    | ۰    | ۶     |
| ۴۴   | ما لونگ                | چین                         | تنیس روی میز          | ۲۰۱۲–۲۰۲۴ | تابستانی | مرد   | ۶   | ۰    | ۰    | ۶     |
| ۴۴   | ندو نادی               | ایتالیا                     | شمشیربازی             | ۱۹۱۲–۱۹۲۰ | تابستانی | مرد   | ۶   | ۰    | ۰    | ۶     |
| ۴۴   | کریستین اوتو           | آلمان شرقی                  | شنا                   | ۱۹۸۸      | تابستانی | زن    | ۶   | ۰    | ۰    | ۶     |
| ۴۴   | لیدیا اسکوبلیکووا      | اتحاد شوروی                 | اسکیت سرعت            | ۱۹۶۰–۱۹۶۴ | زمستانی  | زن    | ۶   | ۰    | ۰    | ۶     |
| ۴۴   | دیانا تاوراسی          | ایالات متحده آمریکا         | بسکتبال               | ۲۰۰۴–۲۰۲۴ | تابستانی | زن    | ۶   | ۰    | ۰    | ۶     |
| ۴۴   | ایمی ون دایکن          | ایالات متحده آمریکا         | شنا                   | ۱۹۹۶–۲۰۰۰ | تابستانی | زن    | ۶   | ۰    | ۰    | ۶     |
| ۴۴   | توبیاس وندل            | آلمان                       | لژسواری               | ۲۰۱۴–۲۰۲۲ | زمستانی  | مرد   | ۶   | ۰    | ۰    | ۶     |
| ۵۳   | تاکاشی اونو            | ژاپن                        | ژیمناستیک             | ۱۹۵۲–۱۹۶۴ | تابستانی | مرد   | ۵   | ۴    | ۴    | ۱۳    |
| ۵۴   | کارل آزبورن            | ایالات متحده آمریکا         | تیراندازی             | ۱۹۱۲–۱۹۲۴ | تابستانی | مرد   | ۵   | ۴    | ۲    | ۱۱    |
| ۵۵   | گری هال جونیور         | ایالات متحده آمریکا         | شنا                   | ۱۹۹۶–۲۰۰۴ | تابستانی | مرد   | ۵   | ۳    | ۲    | ۱۰    |
| ۵۵   | آگنش کلتی              | مجارستان                    | ژیمناستیک             | ۱۹۵۲–۱۹۵۶ | تابستانی | زن    | ۵   | ۳    | ۲    | ۱۰    |
| ۵۷   | نادیا کومانچی          | رومانی                      | ژیمناستیک             | ۱۹۷۶–۱۹۸۰ | تابستانی | زن    | ۵   | ۳    | ۱    | ۹     |
| ۵۷   | ایان تورپ              | استرالیا                    | شنا                   | ۲۰۰۰–۲۰۰۴ | تابستانی | مرد   | ۵   | ۳    | ۱    | ۹     |
| ۵۹   | ویله ریتولا            | فنلاند                      | دو و میدانی           | ۱۹۲۴–۱۹۲۸ | تابستانی | مرد   | ۵   | ۳    | ۰    | ۸     |
| ۶۰   | پولینا آستاخوا         | اتحاد شوروی                 | ژیمناستیک             | ۱۹۵۶–۱۹۶۴ | تابستانی | زن    | ۵   | ۲    | ۳    | ۱۰    |
| ۶۱   | رایان مورفی            | ایالات متحده آمریکا         | شنا                   | ۲۰۱۶–۲۰۲۴ | تابستانی | مرد   | ۵   | ۲    | ۲    | ۹     |
| ۶۱   | کلودیا پکشتاین         | آلمان                       | اسکیت سرعت            | ۱۹۹۲–۲۰۰۶ | زمستانی  | زن    | ۵   | ۲    | ۲    | ۹     |
| ۶۳   | یوهانس تینس بو         | نروژ                        | دوگانه                | ۲۰۱۸–۲۰۲۲ | زمستانی  | مرد   | ۵   | ۲    | ۱    | ۸     |
| ۶۳   | الیسابتا لیپا          | رومانی                      | روئینگ                | ۱۹۸۴–۲۰۰۴ | تابستانی | زن    | ۵   | ۲    | ۱    | ۸     |
| ۶۵   | یوکیو اندو             | ژاپن                        | ژیمناستیک             | ۱۹۶۰–۱۹۶۸ | تابستانی | مرد   | ۵   | ۲    | ۰    | ۷     |
| ۶۵   | مارتین فورکاد          | فرانسه                      | دوگانه                | ۲۰۱۴–۲۰۱۸ | زمستانی  | مرد   | ۵   | ۲    | ۰    | ۷     |
| ۶۵   | ایرن پیرسل             | ایالات متحده آمریکا         | شنا                   | ۲۰۰۰–۲۰۰۸ | تابستانی | مرد   | ۵   | ۲    | ۰    | ۷     |
| ۶۸   | کیلی مک‌کیون            | استرالیا                    | شنا                   | ۲۰۲۰–۲۰۲۴ | تابستانی | زن    | ۵   | ۱    | ۳    | ۹     |
| ۶۸   | میتسوئو تسوکاهارا      | ژاپن                        | ژیمناستیک             | ۱۹۶۸–۱۹۷۶ | تابستانی | مرد   | ۵   | ۱    | ۳    | ۹     |
| ۷۰   | نیتن آدریان            | ایالات متحده آمریکا         | شنا                   | ۲۰۰۸–۲۰۱۶ | تابستانی | مرد   | ۵   | ۱    | ۲    | ۸     |
| ۷۰   | مالی اوکلاهن           | استرالیا                    | شنا                   | ۲۰۲۰–۲۰۲۴ | تابستانی | زن    | ۵   | ۱    | ۲    | ۸     |
| ۷۰   | بردلی ویگینز           | بریتانیای کبیر              | دوچرخه‌سواری           | ۲۰۰۰–۲۰۱۶ | تابستانی | مرد   | ۵   | ۱    | ۲    | ۸     |
| ۷۳   | کریستینا اگرسگی        | مجارستان                    | شنا                   | ۱۹۸۸–۱۹۹۶ | تابستانی | زن    | ۵   | ۱    | ۱    | ۷     |
| ۷۳   | تام جگر                | ایالات متحده آمریکا         | شنا                   | ۱۹۸۴–۱۹۹۲ | تابستانی | مرد   | ۵   | ۱    | ۱    | ۷     |
| ۷۳   | یوهانس هوسفلوت کلبو    | نروژ                        | سکی صحرانوردی         | ۲۰۱۸–۲۰۲۲ | زمستانی  | مرد   | ۵   | ۱    | ۱    | ۷     |
| ۷۳   | لاریسا لازوتینا        | تیم متحد · روسیه            | سکی صحرانوردی         | ۱۹۹۲–۱۹۹۸ | زمستانی  | زن    | ۵   | ۱    | ۱    | ۷     |
| ۷۳   | ویلیس برندزینو لی      | ایالات متحده آمریکا         | تیراندازی             | ۱۹۲۰      | تابستانی | مرد   | ۵   | ۱    | ۱    | ۷     |
| ۷۳   | کلاس تونبرگ            | فنلاند                      | اسکیت سرعت            | ۱۹۲۴–۱۹۲۸ | زمستانی  | مرد   | ۵   | ۱    | ۱    | ۷     |
| ۷۳   | دینا وولمر             | ایالات متحده آمریکا         | شنا                   | ۲۰۰۴–۲۰۱۶ | تابستانی | زن    | ۵   | ۱    | ۱    | ۷     |
| ۷۳   | هانس گونتر وینکلر      | تیم متحد آلمان · آلمان غربی | سوارکاری              | ۱۹۵۶–۱۹۷۶ | تابستانی | مرد   | ۵   | ۱    | ۱    | ۷     |
| ۷۳   | وو مینکسیا             | چین                         | شیرجه                 | ۲۰۰۴–۲۰۱۶ | تابستانی | زن    | ۵   | ۱    | ۱    | ۷     |
| ۸۲   | توماس آلسگارد          | نروژ                        | سکی صحرانوردی         | ۱۹۹۴–۲۰۰۲ | زمستانی  | مرد   | ۵   | ۱    | ۰    | ۶     |
| ۸۲   | آنتون هیدا             | ایالات متحده آمریکا         | ژیمناستیک             | ۱۹۰۴      | تابستانی | مرد   | ۵   | ۱    | ۰    | ۶     |
| ۸۲   | لورا ترات              | بریتانیای کبیر              | دوچرخه‌سواری           | ۲۰۱۲–۲۰۲۰ | تابستانی | زن    | ۵   | ۱    | ۰    | ۶     |
| ۸۲   | نلی کیم                | اتحاد شوروی                 | ژیمناستیک             | ۱۹۷۶–۱۹۸۰ | تابستانی | زن    | ۵   | ۱    | ۰    | ۶     |
| ۸۲   | اوله لیلو-اولسن        | نروژ                        | تیراندازی             | ۱۹۲۰–۱۹۲۴ | تابستانی | مرد   | ۵   | ۱    | ۰    | ۶     |
| ۸۲   | دون شولندر             | ایالات متحده آمریکا         | شنا                   | ۱۹۶۴–۱۹۶۸ | تابستانی | مرد   | ۵   | ۱    | ۰    | ۶     |
| ۸۲   | الین تامپسون           | جامائیکا                    | دو و میدانی           | ۲۰۱۶–۲۰۲۰ | تابستانی | زن    | ۵   | ۱    | ۰    | ۶     |
| ۸۹   | تدی رینر               | فرانسه                      | جودو                  | ۲۰۰۸–۲۰۲۴ | تابستانی | مرد   | ۵   | ۰    | ۲    | ۷     |
| ۹۰   | بونی بلر               | ایالات متحده آمریکا         | اسکیت سرعت            | ۱۹۸۸–۱۹۹۴ | زمستانی  | زن    | ۵   | ۰    | ۱    | ۶     |
| ۹۰   | جورجتا دامیان          | رومانی                      | روئینگ                | ۲۰۰۰–۲۰۰۸ | تابستانی | زن    | ۵   | ۰    | ۱    | ۶     |
| ۹۰   | میسی فرانکلین          | ایالات متحده آمریکا         | شنا                   | ۲۰۱۲–۲۰۱۶ | تابستانی | زن    | ۵   | ۰    | ۱    | ۶     |
| ۹۰   | آلفرد لین              | ایالات متحده آمریکا         | تیراندازی             | ۱۹۱۲–۱۹۲۰ | تابستانی | مرد   | ۵   | ۰    | ۱    | ۶     |
| ۹۰   | هری لاورایسن           | هلند                        | دوچرخه‌سواری           | ۲۰۲۰–۲۰۲۴ | تابستانی | مرد   | ۵   | ۰    | ۱    | ۶     |
| ۹۰   | استیو ردگریو           | بریتانیای کبیر              | روئینگ                | ۱۹۸۴–۲۰۰۰ | تابستانی | مرد   | ۵   | ۰    | ۱    | ۶     |
| ۹۰   | جانی ویسمولر           | ایالات متحده آمریکا         | شنا، واترپلو          | ۱۹۲۴–۱۹۲۸ | تابستانی | مرد   | ۵   | ۰    | ۱    | ۶     |
| ۹۰   | زو کای                 | چین                         | ژیمناستیک             | ۲۰۰۸–۲۰۱۲ | تابستانی | مرد   | ۵   | ۰    | ۱    | ۶     |
| ۹۸   | سو برد                 | ایالات متحده آمریکا         | بسکتبال               | ۲۰۰۴–۲۰۲۰ | تابستانی | زن    | ۵   | ۰    | ۰    | ۵     |
| ۹۸   | چن رولین               | چین                         | شیرجه                 | ۲۰۰۸–۲۰۱۶ | تابستانی | زن    | ۵   | ۰    | ۰    | ۵     |
| ۹۸   | آناستازیا داویدووا     | روسیه                       | شنای موزون            | ۲۰۰۴–۲۰۱۲ | تابستانی | زن    | ۵   | ۰    | ۰    | ۵     |
| ۹۸   | موریس فیشر             | ایالات متحده آمریکا         | تیراندازی             | ۱۹۲۰–۱۹۲۴ | تابستانی | مرد   | ۵   | ۰    | ۰    | ۵     |
| ۹۸   | اریک هیدن              | ایالات متحده آمریکا         | اسکیت سرعت            | ۱۹۸۰      | زمستانی  | مرد   | ۵   | ۰    | ۰    | ۵     |
| ۹۸   | ناتالیا ایشچنکو        | روسیه                       | شنای موزون            | ۲۰۰۸–۲۰۱۶ | تابستانی | زن    | ۵   | ۰    | ۰    | ۵     |
| ۹۸   | کیم وو جین             | کره جنوبی                   | تیراندازی             | ۲۰۱۶–۲۰۲۴ | تابستانی | مرد   | ۵   | ۰    | ۰    | ۵     |
| ۹۸   | میخایین لوپز           | کوبا                        | کشتی                  | ۲۰۰۸–۲۰۲۴ | تابستانی | مرد   | ۵   | ۰    | ۰    | ۵     |
| ۱۰۶  | رایسا اسمتانینا        | اتحاد شوروی · تیم متحد      | سکی صحرانوردی         | ۱۹۷۶–۱۹۹۲ | زمستانی  | زن    | ۴   | ۵    | ۱    | ۱۰    |
| ۱۰۷  | الکساندر پوپوف         | تیم متحد · روسیه            | شنا                   | ۱۹۹۲–۲۰۰۰ | تابستانی | مرد   | ۴   | ۵    | ۰    | ۹     |
| ۱۰۸  | دارا تورس              | ایالات متحده آمریکا         | شنا                   | ۱۹۸۴–۲۰۰۸ | تابستانی | زن    | ۴   | ۴    | ۴    | ۱۲    |
| ۱۰۹  | کورنلیا اندر           | آلمان شرقی                  | شنا                   | ۱۹۷۲–۱۹۷۶ | تابستانی | زن    | ۴   | ۴    | ۰    | ۸     |
| ۱۰۹  | دون فریزر              | استرالیا                    | شنا                   | ۱۹۵۶–۱۹۶۴ | تابستانی | زن    | ۴   | ۴    | ۰    | ۸     |
| ۱۱۱  | آلیسون اشمیت           | ایالات متحده آمریکا         | شنا                   | ۲۰۰۸–۲۰۲۰ | تابستانی | زن    | ۴   | ۳    | ۳    | ۱۰    |
| ۱۱۲  | سیکستن یرنبرگ          | سوئد                        | سکی صحرانوردی         | ۱۹۵۶–۱۹۶۴ | زمستانی  | مرد   | ۴   | ۳    | ۲    | ۹     |
| ۱۱۲  | لودمیلا توریسشوا       | اتحاد شوروی                 | ژیمناستیک             | ۱۹۶۸–۱۹۷۶ | تابستانی | زن    | ۴   | ۳    | ۲    | ۹     |
| ۱۱۴  | ریکو گروس              | آلمان                       | دوگانه                | ۱۹۹۲–۲۰۰۶ | زمستانی  | مرد   | ۴   | ۳    | ۱    | ۸     |
| ۱۱۴  | جرج میز                | سوئیس                       | ژیمناستیک             | ۱۹۲۴–۱۹۳۶ | تابستانی | مرد   | ۴   | ۳    | ۱    | ۸     |
| ۱۱۴  | آتو لسن                | نروژ                        | تیراندازی             | ۱۹۲۰–۱۹۲۴ | تابستانی | مرد   | ۴   | ۳    | ۱    | ۸     |
| ۱۱۴  | امیل هگل سوندسن        | نروژ                        | دوگانه                | ۲۰۱۰–۲۰۱۸ | زمستانی  | مرد   | ۴   | ۳    | ۱    | ۸     |
| ۱۱۴  | آریارن تیتموس          | استرالیا                    | شنا                   | ۲۰۲۰–۲۰۲۴ | تابستانی | زن    | ۴   | ۳    | ۱    | ۸     |
| ۱۱۹  | ایوان پاتسیوکین        | رومانی                      | قایقرانی              | ۱۹۶۸–۱۹۸۴ | تابستانی | مرد   | ۴   | ۳    | ۰    | ۷     |
| ۱۲۰  | الکسی نموف             | روسیه                       | ژیمناستیک             | ۱۹۹۶–۲۰۰۰ | تابستانی | مرد   | ۴   | ۲    | ۶    | ۱۲    |
| ۱۲۱  | سون کرامر              | هلند                        | اسکیت سرعت            | ۲۰۰۶–۲۰۲۲ | زمستانی  | مرد   | ۴   | ۲    | ۳    | ۹     |
| ۱۲۲  | کیتیل آندره آموت       | نروژ                        | اسکی آلپاین           | ۱۹۹۲–۲۰۰۶ | زمستانی  | مرد   | ۴   | ۲    | ۲    | ۸     |
| ۱۲۲  | اینخه ده بروین         | هلند                        | شنا                   | ۲۰۰۰–۲۰۰۴ | تابستانی | زن    | ۴   | ۲    | ۲    | ۸     |
| ۱۲۲  | سون فیشر               | آلمان                       | دوگانه                | ۱۹۹۴–۲۰۰۶ | زمستانی  | مرد   | ۴   | ۲    | ۲    | ۸     |
| ۱۲۲  | گالینا کولاکووا        | اتحاد شوروی                 | سکی صحرانوردی         | ۱۹۷۲–۱۹۸۰ | زمستانی  | زن    | ۴   | ۲    | ۲    | ۸     |
| ۱۲۲  | جیسون لازاک            | ایالات متحده آمریکا         | شنا                   | ۲۰۰۰–۲۰۱۲ | تابستانی | مرد   | ۴   | ۲    | ۲    | ۸     |
| ۱۲۲  | رولند ماتس             | آلمان شرقی                  | شنا                   | ۱۹۶۸–۱۹۷۶ | تابستانی | مرد   | ۴   | ۲    | ۲    | ۸     |
| ۱۲۸  | ایوار بالانگرود        | نروژ                        | اسکیت سرعت            | ۱۹۲۸–۱۹۳۶ | زمستانی  | مرد   | ۴   | ۲    | ۱    | ۷     |
| ۱۲۸  | اینار لیبرگ            | نروژ                        | تیراندازی             | ۱۹۰۸–۱۹۲۴ | تابستانی | مرد   | ۴   | ۲    | ۱    | ۷     |
| ۱۳۰  | جوزپه دلفینو           | ایتالیا                     | شمشیربازی             | ۱۹۵۲–۱۹۶۴ | تابستانی | مرد   | ۴   | ۲    | ۰    | ۶     |
| ۱۳۰  | کریستیان دوریولا       | فرانسه                      | شمشیربازی             | ۱۹۴۸–۱۹۵۶ | تابستانی | مرد   | ۴   | ۲    | ۰    | ۶     |
| ۱۳۰  | لوسین گودن             | فرانسه                      | شمشیربازی             | ۱۹۲۰–۱۹۲۸ | تابستانی | مرد   | ۴   | ۲    | ۰    | ۶     |
| ۱۳۰  | یورگن گراباک           | نروژ                        | نوردیک ترکیبی         | ۲۰۱۴–۲۰۲۲ | زمستانی  | مرد   | ۴   | ۲    | ۰    | ۶     |
| ۱۳۰  | مت گریورز              | ایالات متحده آمریکا         | شنا                   | ۲۰۰۸–۲۰۱۲ | تابستانی | مرد   | ۴   | ۲    | ۰    | ۶     |
| ۱۳۰  | گوو جینگ‌جینگ           | چین                         | شیرجه                 | ۲۰۰۰–۲۰۰۸ | تابستانی | زن    | ۴   | ۲    | ۰    | ۶     |
| ۱۳۰  | جین جونگ-او            | کره جنوبی                   | تیراندازی             | ۲۰۰۴–۲۰۱۶ | تابستانی | مرد   | ۴   | ۲    | ۰    | ۶     |
| ۱۳۰  | اولگا کوربت            | اتحاد شوروی                 | ژیمناستیک             | ۱۹۷۲–۱۹۷۶ | تابستانی | زن    | ۴   | ۲    | ۰    | ۶     |
| ۱۳۰  | یانیتسا کوستلیچ        | کرواسی                      | اسکی آلپاین           | ۲۰۰۲–۲۰۰۶ | زمستانی  | زن    | ۴   | ۲    | ۰    | ۶     |
| ۱۳۰  | کوین کوسکه             | آلمان                       | بابسلد                | ۲۰۰۲–۲۰۱۸ | زمستانی  | مرد   | ۴   | ۲    | ۰    | ۶     |
| ۱۴۰  | کیت کمپل               | استرالیا                    | شنا                   | ۲۰۰۸–۲۰۲۰ | تابستانی | زن    | ۴   | ۱    | ۳    | ۸     |
| ۱۴۰  | جووانا تریلینی         | ایتالیا                     | شمشیربازی             | ۱۹۹۲–۲۰۰۸ | تابستانی | زن    | ۴   | ۱    | ۳    | ۸     |
| ۱۴۲  | چارلز دانیلز           | ایالات متحده آمریکا         | شنا                   | ۱۹۰۴–۱۹۰۸ | تابستانی | مرد   | ۴   | ۱    | ۲    | ۷     |
| ۱۴۲  | کسوکه کیتاجیما         | ژاپن                        | شنا                   | ۲۰۰۴–۲۰۱۲ | تابستانی | مرد   | ۴   | ۱    | ۲    | ۷     |
| ۱۴۲  | لوید اسپونر            | ایالات متحده آمریکا         | تیراندازی             | ۱۹۲۰      | تابستانی | مرد   | ۴   | ۱    | ۲    | ۷     |
| ۱۴۲  | لیبی تریکت             | استرالیا                    | شنا                   | ۲۰۰۴–۲۰۱۲ | تابستانی | زن    | ۴   | ۱    | ۲    | ۷     |
| ۱۴۶  | کائو یوان              | چین                         | شیرجه                 | ۲۰۱۲–۲۰۲۴ | تابستانی | مرد   | ۴   | ۱    | ۱    | ۶     |
| ۱۴۶  | داریا دومراچوا         | بلاروس                      | دوگانه                | ۲۰۱۰–۲۰۱۸ | زمستانی  | زن    | ۴   | ۱    | ۱    | ۶     |
| ۱۴۶  | چارلز هملین            | کانادا                      | اسکیت سرعت مسیر کوتاه | ۲۰۰۶–۲۰۲۲ | زمستانی  | مرد   | ۴   | ۱    | ۱    | ۶     |
| ۱۴۶  | دوینا ایگنات           | رومانی                      | روئینگ                | ۱۹۹۲–۲۰۰۸ | تابستانی | زن    | ۴   | ۱    | ۱    | ۶     |
| ۱۴۶  | ترسه یوهاو             | نروژ                        | سکی صحرانوردی         | ۲۰۱۰–۲۰۲۲ | زمستانی  | زن    | ۴   | ۱    | ۱    | ۶     |
| ۱۴۶  | کیم سو-نیونگ           | کره جنوبی                   | تیراندازی             | ۱۹۸۸–۲۰۰۰ | تابستانی | زن    | ۴   | ۱    | ۱    | ۶     |
| ۱۴۶  | النا نویکوا-بلووا      | اتحاد شوروی                 | شمشیربازی             | ۱۹۶۸–۱۹۸۰ | تابستانی | زن    | ۴   | ۱    | ۱    | ۶     |
| ۱۴۶  | موری رز                | استرالیا                    | شنا                   | ۱۹۵۶–۱۹۶۰ | تابستانی | مرد   | ۴   | ۱    | ۱    | ۶     |
| ۱۴۶  | ویکتور سیدیاک          | اتحاد شوروی                 | شمشیربازی             | ۱۹۶۸–۱۹۸۰ | تابستانی | مرد   | ۴   | ۱    | ۱    | ۶     |
| ۱۴۶  | گوند اسوان             | سوئد                        | سکی صحرانوردی         | ۱۹۸۴–۱۹۸۸ | زمستانی  | مرد   | ۴   | ۱    | ۱    | ۶     |
| ۱۴۶  | لئونتین فان مورسل      | هلند                        | دوچرخه‌سواری           | ۲۰۰۰–۲۰۰۴ | تابستانی | زن    | ۴   | ۱    | ۱    | ۶     |
| ۱۴۶  | کاترین واگنر-آوگوستین  | آلمان                       | قایقرانی              | ۲۰۰۰–۲۰۱۲ | تابستانی | زن    | ۴   | ۱    | ۱    | ۶     |
| ۱۴۶  | وانگ منگ               | چین                         | اسکیت سرعت مسیر کوتاه | ۲۰۰۶–۲۰۱۰ | زمستانی  | زن    | ۴   | ۱    | ۱    | ۶     |
| ۱۵۹  | بن اینسلی              | بریتانیای کبیر              | قایق‌رانی بادبانی      | ۱۹۹۶–۲۰۱۲ | تابستانی | مرد   | ۴   | ۱    | ۰    | ۵     |
| ۱۵۹  | ولادمیر آرتیموف        | اتحاد شوروی                 | ژیمناستیک             | ۱۹۸۸      | تابستانی | مرد   | ۴   | ۱    | ۰    | ۵     |
| ۱۵۹  | اولین اشفورد           | ایالات متحده آمریکا         | دو و میدانی           | ۱۹۸۴–۱۹۹۲ | تابستانی | زن    | ۴   | ۱    | ۰    | ۵     |
| ۱۵۹  | جانت اوانز             | ایالات متحده آمریکا         | شنا                   | ۱۹۸۸–۱۹۹۲ | تابستانی | زن    | ۴   | ۱    | ۰    | ۵     |
| ۱۵۹  | ایان فرگوسن            | نیوزیلند                    | قایقرانی              | ۱۹۸۴–۱۹۸۸ | تابستانی | مرد   | ۴   | ۱    | ۰    | ۵     |
| ۱۵۹  | رامون فونست            | کوبا                        | شمشیربازی             | ۱۹۰۰–۱۹۰۴ | تابستانی | مرد   | ۴   | ۱    | ۰    | ۵     |
| ۱۵۹  | فو مینگژیا             | چین                         | شیرجه                 | ۱۹۹۲–۲۰۰۰ | تابستانی | زن    | ۴   | ۱    | ۰    | ۵     |
| ۱۵۹  | یوگنی گریشین           | اتحاد شوروی                 | اسکیت سرعت            | ۱۹۵۶–۱۹۶۴ | زمستانی  | مرد   | ۴   | ۱    | ۰    | ۵     |
| ۱۵۹  | وینسنت هانکوک          | ایالات متحده آمریکا         | تیراندازی             | ۲۰۰۸–۲۰۲۴ | تابستانی | مرد   | ۴   | ۱    | ۰    | ۵     |
| ۱۵۹  | جاینا هفورد            | کانادا                      | هاکی روی یخ           | ۱۹۹۸–۲۰۱۴ | زمستانی  | زن    | ۴   | ۱    | ۰    | ۵     |
| ۱۵۹  | میشائیل یون            | آلمان                       | سوارکاری              | ۲۰۱۲–۲۰۲۴ | تابستانی | مرد   | ۴   | ۱    | ۰    | ۵     |
| ۱۵۹  | یانا کلوچکووا          | اوکراین                     | شنا                   | ۲۰۰۰–۲۰۰۴ | تابستانی | زن    | ۴   | ۱    | ۰    | ۵     |
| ۱۵۹  | هانس کولهماینن         | فنلاند                      | دو و میدانی           | ۱۹۱۲–۱۹۲۰ | تابستانی | مرد   | ۴   | ۱    | ۰    | ۵     |
| ۱۵۹  | یوهان اولاف کوس        | نروژ                        | اسکیت سرعت            | ۱۹۹۲–۱۹۹۴ | زمستانی  | مرد   | ۴   | ۱    | ۰    | ۵     |
| ۱۵۹  | آندره لانگه            | آلمان                       | بابسلد                | ۲۰۰۲–۲۰۱۰ | زمستانی  | مرد   | ۴   | ۱    | ۰    | ۵     |
| ۱۵۹  | گرگ لوگانیس            | ایالات متحده آمریکا         | شیرجه                 | ۱۹۷۶–۱۹۸۸ | تابستانی | مرد   | ۴   | ۱    | ۰    | ۵     |
| ۱۵۹  | والنتین موراتوف        | اتحاد شوروی                 | ژیمناستیک             | ۱۹۵۲–۱۹۵۶ | تابستانی | مرد   | ۴   | ۱    | ۰    | ۵     |
| ۱۵۹  | جان نبر                | ایالات متحده آمریکا         | شنا                   | ۱۹۷۶      | تابستانی | مرد   | ۴   | ۱    | ۰    | ۵     |
| ۱۵۹  | ماتی نوکانن            | فنلاند                      | اسکی پرش              | ۱۹۸۴–۱۹۸۸ | زمستانی  | مرد   | ۴   | ۱    | ۰    | ۵     |
| ۱۵۹  | خارلس پاهود د مورتانگس | هلند                        | سوارکاری              | ۱۹۲۴–۱۹۳۶ | تابستانی | مرد   | ۴   | ۱    | ۰    | ۵     |
| ۱۵۹  | مل شپارد               | ایالات متحده آمریکا         | دو و میدانی           | ۱۹۰۸–۱۹۱۲ | تابستانی | مرد   | ۴   | ۱    | ۰    | ۵     |
| ۱۵۹  | اکاترینا سابو          | رومانی                      | ژیمناستیک             | ۱۹۸۴      | تابستانی | زن    | ۴   | ۱    | ۰    | ۵     |
| ۱۵۹  | الکساندر تیخونوف       | اتحاد شوروی                 | دوگانه                | ۱۹۶۸–۱۹۸۰ | زمستانی  | مرد   | ۴   | ۱    | ۰    | ۵     |
| ۱۵۹  | وانگ نان               | چین                         | تنیس روی میز          | ۲۰۰۰–۲۰۰۸ | تابستانی | زن    | ۴   | ۱    | ۰    | ۵     |
| ۱۵۹  | هیلی ویکنهیسر          | کانادا                      | هاکی روی یخ           | ۱۹۹۸–۲۰۱۴ | زمستانی  | زن    | ۴   | ۱    | ۰    | ۵     |
| ۱۵۹  | ونوس ویلیامز           | ایالات متحده آمریکا         | تنیس                  | ۲۰۰۰–۲۰۱۶ | تابستانی | زن    | ۴   | ۱    | ۰    | ۵     |
| ۱۵۹  | امیل زاتوپک            | چکسلواکی                    | دو و میدانی           | ۱۹۴۸–۱۹۵۲ | تابستانی | مرد   | ۴   | ۱    | ۰    | ۵     |
| ۱۵۹  | نیکولای زیمیاتوف       | اتحاد شوروی                 | سکی صحرانوردی         | ۱۹۸۰–۱۹۸۴ | زمستانی  | مرد   | ۴   | ۱    | ۰    | ۵     |
| ۱۸۷  | دیوزو کولچار           | مجارستان                    | شمشیربازی             | ۱۹۶۴–۱۹۷۶ | تابستانی | مرد   | ۴   | ۰    | ۲    | ۶     |
| ۱۸۸  | لودگر برباوم           | آلمان غربی · آلمان          | سوارکاری              | ۱۹۸۸–۲۰۱۶ | تابستانی | مرد   | ۴   | ۰    | ۱    | ۵     |
| ۱۸۸  | کاترین بورون           | آلمان                       | روئینگ                | ۱۹۹۲–۲۰۰۸ | تابستانی | زن    | ۴   | ۰    | ۱    | ۵     |
| ۱۸۸  | چون لی-کیونگ           | کره جنوبی                   | اسکیت سرعت مسیر کوتاه | ۱۹۹۴–۱۹۹۸ | زمستانی  | زن    | ۴   | ۰    | ۱    | ۵     |
| ۱۸۸  | تریسا ادواردز          | ایالات متحده آمریکا         | بسکتبال               | ۱۹۸۴–۲۰۰۰ | تابستانی | زن    | ۴   | ۰    | ۱    | ۵     |
| ۱۸۸  | مارکوس هرلی            | ایالات متحده آمریکا         | دوچرخه‌سواری           | ۱۹۰۴      | تابستانی | مرد   | ۴   | ۰    | ۱    | ۵     |
| ۱۸۸  | لی ژیائوپنگ            | چین                         | ژیمناستیک             | ۲۰۰۰–۲۰۰۸ | تابستانی | مرد   | ۴   | ۰    | ۱    | ۵     |
| ۱۸۸  | لئون مارشان            | فرانسه                      | شنا                   | ۲۰۲۴      | تابستانی | مرد   | ۴   | ۰    | ۱    | ۵     |
| ۱۸۸  | جان اولسن              | ایالات متحده آمریکا         | شنا                   | ۱۹۹۲–۱۹۹۶ | تابستانی | مرد   | ۴   | ۰    | ۱    | ۵     |
| ۱۸۸  | استانیسلاف پوزدنیاکوف  | تیم متحد · روسیه            | شمشیربازی             | ۱۹۹۲–۲۰۰۴ | تابستانی | مرد   | ۴   | ۰    | ۱    | ۵     |
| ۱۸۸  | سانیا ریچاردس-رس       | ایالات متحده آمریکا         | دو و میدانی           | ۲۰۰۴–۲۰۱۲ | تابستانی | زن    | ۴   | ۰    | ۱    | ۵     |
| ۱۸۸  | ویوریکا سوزانو         | رومانی                      | روئینگ                | ۲۰۰۰–۲۰۰۸ | تابستانی | زن    | ۴   | ۰    | ۱    | ۵     |
| ۱۸۸  | جورجو زامپوری          | ایتالیا                     | ژیمناستیک             | ۱۹۱۲–۱۹۲۴ | تابستانی | مرد   | ۴   | ۰    | ۱    | ۵     |
| ۲۰۰  | سیمون آمان             | سوئیس                       | Ski jumping           | ۲۰۰۲–۲۰۱۰ | زمستانی  | مرد   | ۴   | ۰    | ۰    | ۴     |
| ۲۰۰  | فانی بلانکرس-کون       | هلند                        | دو و میدانی           | ۱۹۴۸      | تابستانی | زن    | ۴   | ۰    | ۰    | ۴     |
| ۲۰۰  | تامیکا کتچینگس         | ایالات متحده آمریکا         | بسکتبال               | ۲۰۰۴–۲۰۱۶ | تابستانی | زن    | ۴   | ۰    | ۰    | ۴     |
| ۲۰۰  | چن منگ                 | چین                         | تنیس روی میز          | ۲۰۲۰–۲۰۲۴ | تابستانی | زن    | ۴   | ۰    | ۰    | ۴     |
| ۲۰۰  | داریو کولونیا          | سوئیس                       | سکی صحرانوردی         | ۲۰۱۰–۲۰۱۸ | زمستانی  | مرد   | ۴   | ۰    | ۰    | ۴     |
| ۲۰۰  | بتی کاتبرت             | استرالیا                    | دو و میدانی           | ۱۹۵۶–۱۹۶۴ | تابستانی | زن    | ۴   | ۰    | ۰    | ۴     |
| ۲۰۰  | تاماش دارنی            | مجارستان                    | شنا                   | ۱۹۸۸–۱۹۹۲ | تابستانی | مرد   | ۴   | ۰    | ۰    | ۴     |
| ۲۰۰  | دنگ یاپینگ             | چین                         | تنیس روی میز          | ۱۹۹۲–۱۹۹۶ | تابستانی | زن    | ۴   | ۰    | ۰    | ۴     |
| ۲۰۰  | هریسون دیلرد           | ایالات متحده آمریکا         | دو و میدانی           | ۱۹۴۸–۱۹۵۲ | تابستانی | مرد   | ۴   | ۰    | ۰    | ۴     |
| ۲۰۰  | کوین دورانت            | ایالات متحده آمریکا         | بسکتبال               | ۲۰۱۲–۲۰۲۴ | تابستانی | مرد   | ۴   | ۰    | ۰    | ۴     |
| ۲۰۰  | پل برت ایلوستروم       | دانمارک                     | قایق‌رانی بادبانی      | ۱۹۴۸–۱۹۶۰ | تابستانی | مرد   | ۴   | ۰    | ۰    | ۴     |
| ۲۰۰  | آناستازیا یرماکووا     | روسیه                       | شنای موزون            | ۲۰۰۴–۲۰۰۸ | تابستانی | زن    | ۴   | ۰    | ۰    | ۴     |
| ۲۰۰  | محمد فرح               | بریتانیای کبیر              | دو و میدانی           | ۲۰۱۲–۲۰۱۶ | تابستانی | مرد   | ۴   | ۰    | ۰    | ۴     |
| ۲۰۰  | سیلویا فاولس           | ایالات متحده آمریکا         | بسکتبال               | ۲۰۰۸–۲۰۲۰ | تابستانی | زن    | ۴   | ۰    | ۰    | ۴     |
| ۲۰۰  | فرانچکسو فردریش        | آلمان                       | بابسلد                | ۲۰۱۸–۲۰۲۲ | زمستانی  | مرد   | ۴   | ۰    | ۰    | ۴     |
| ۲۰۰  | ینو فوکس               | مجارستان                    | شمشیربازی             | ۱۹۰۸–۱۹۱۲ | تابستانی | مرد   | ۴   | ۰    | ۰    | ۴     |
| ۲۰۰  | کائوری ایچو            | ژاپن                        | کشتی                  | ۲۰۰۴–۲۰۱۶ | تابستانی | زن    | ۴   | ۰    | ۰    | ۴     |
| ۲۰۰  | مایکل جانسون           | ایالات متحده آمریکا         | دو و میدانی           | ۱۹۹۲–۲۰۰۰ | تابستانی | مرد   | ۴   | ۰    | ۰    | ۴     |
| ۲۰۰  | روبرت کورژنیوفسکی      | لهستان                      | دو و میدانی           | ۱۹۹۶–۲۰۰۴ | تابستانی | مرد   | ۴   | ۰    | ۰    | ۴     |
| ۲۰۰  | الوین کرانزلین         | ایالات متحده آمریکا         | دو و میدانی           | ۱۹۰۰      | تابستانی | مرد   | ۴   | ۰    | ۰    | ۴     |
| ۲۰۰  | لنی کرایزلبورگ         | ایالات متحده آمریکا         | شنا                   | ۲۰۰۰–۲۰۰۴ | تابستانی | مرد   | ۴   | ۰    | ۰    | ۴     |
| ۲۰۰  | ویکتور کروپوسکوف       | اتحاد شوروی                 | شمشیربازی             | ۱۹۷۶–۱۹۸۰ | تابستانی | مرد   | ۴   | ۰    | ۰    | ۴     |
| ۲۰۰  | لیسا لسلی              | ایالات متحده آمریکا         | بسکتبال               | ۱۹۹۶–۲۰۰۸ | تابستانی | زن    | ۴   | ۰    | ۰    | ۴     |
| ۲۰۰  | تورستن مارگیس          | آلمان                       | بابسلد                | ۲۰۱۸–۲۰۲۲ | زمستانی  | مرد   | ۴   | ۰    | ۰    | ۴     |
| ۲۰۰  | پت مک‌کورمیک            | ایالات متحده آمریکا         | شیرجه                 | ۱۹۵۲–۱۹۵۶ | تابستانی | زن    | ۴   | ۰    | ۰    | ۴     |
| ۲۰۰  | سیدنی مک‌لافلین         | ایالات متحده آمریکا         | دو و میدانی           | ۲۰۲۰–۲۰۲۴ | تابستانی | زن    | ۴   | ۰    | ۰    | ۴     |
| ۲۰۰  | آل ارتر                | ایالات متحده آمریکا         | دو و میدانی           | ۱۹۵۶–۱۹۶۸ | تابستانی | مرد   | ۴   | ۰    | ۰    | ۴     |
| ۲۰۰  | کارولین اوئلت          | کانادا                      | هاکی روی یخ           | ۲۰۰۲–۲۰۱۴ | زمستانی  | زن    | ۴   | ۰    | ۰    | ۴     |
| ۲۰۰  | جسی اونز               | ایالات متحده آمریکا         | دو و میدانی           | ۱۹۳۶      | تابستانی | مرد   | ۴   | ۰    | ۰    | ۴     |
| ۲۰۰  | کارلو پاوزی            | ایتالیا                     | شمشیربازی             | ۱۹۵۲–۱۹۶۰ | تابستانی | مرد   | ۴   | ۰    | ۰    | ۴     |
| ۲۰۰  | متیو پینسنت            | بریتانیای کبیر              | روئینگ                | ۱۹۹۲–۲۰۰۴ | تابستانی | مرد   | ۴   | ۰    | ۰    | ۴     |
| ۲۰۰  | پائولو رادمیلوویچ      | بریتانیای کبیر              | واترپلو، شنا          | ۱۹۰۸–۱۹۲۰ | تابستانی | مرد   | ۴   | ۰    | ۰    | ۴     |
| ۲۰۰  | مکس رندشمیت            | آلمان                       | قایقرانی              | ۲۰۱۶–۲۰۲۴ | تابستانی | مرد   | ۴   | ۰    | ۰    | ۴     |
| ۲۰۰  | هنری سنت سیر           | سوئد                        | سوارکاری              | ۱۹۵۲–۱۹۵۶ | تابستانی | مرد   | ۴   | ۰    | ۰    | ۴     |
| ۲۰۰  | ولادیمیر سالنیکوف      | اتحاد شوروی                 | شنا                   | ۱۹۸۰–۱۹۸۸ | تابستانی | مرد   | ۴   | ۰    | ۰    | ۴     |
| ۲۰۰  | کارل شومان             | آلمان                       | ژیمناستیک، کشتی       | ۱۸۹۶      | تابستانی | مرد   | 4   | ۰    | ۰    | ۴     |
| ۲۰۰  | شی تینگمائو            | چین                         | شیرجه                 | ۲۰۱۶–۲۰۲۰ | تابستانی | زن    | ۴   | ۰    | ۰    | ۴     |
| ۲۰۰  | نیکول اوفوف            | آلمان غربی · آلمان          | سوارکاری              | ۱۹۸۸–۱۹۹۲ | تابستانی | زن    | ۴   | ۰    | ۰    | ۴     |
| ۲۰۰  | لاسه ویرن              | فنلاند                      | دو و میدانی           | ۱۹۷۲–۱۹۷۶ | تابستانی | مرد   | ۴   | ۰    | ۰    | ۴     |
| ۲۰۰  | جسیکا فون بردو-ورندل   | آلمان                       | سوارکاری              | ۲۰۲۰–۲۰۲۴ | تابستانی | زن    | ۴   | ۰    | ۰    | ۴     |
| ۲۰۰  | توماس واسبرگ           | سوئد                        | سکی صحرانوردی         | ۱۹۸۰–۱۹۸۸ | زمستانی  | مرد   | ۴   | ۰    | ۰    | ۴     |
| ۲۰۰  | سرینا ویلیامز          | ایالات متحده آمریکا         | تنیس                  | ۲۰۰۰–۲۰۱۲ | تابستانی | زن    | ۴   | ۰    | ۰    | ۴     |
| ۲۰۰  | بربل ووکل              | آلمان شرقی                  | دو و میدانی           | ۱۹۷۶–۱۹۸۰ | تابستانی | زن    | ۴   | ۰    | ۰    | ۴     |
| ۲۰۰  | ژانگ یینینگ            | چین                         | تنیس روی میز          | ۲۰۰۴–۲۰۰۸ | تابستانی | زن    | ۴   | ۰    | ۰    | ۴     |

### جدول زمانی
این جدول شامل فهرستی از المپین‌هایی است که رکورد بیشترین عنوان‌های کسب‌شده را دارند. این فهرست شامل عناوینی است که در سال‌های ۱۸۹۶ و ۱۹۰۰ به دست آمده است، قبل از اینکه مدال‌های طلا به قهرمانان اول اهدا شود. تمام رکوردداران در بازی‌های تابستانی شرکت کرده‌اند و نه در بازی‌های زمستانی.

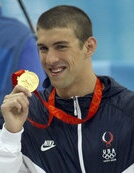
مایکل فلپس، دارندهٔ رکورد بیشترین مدال طلای المپیک، با یکی از مدال‌هایش در بازی‌های المپیک تابستانی ۲۰۰۸

| مدال‌های طلا | تاریخ      | ورزشکار | ملیت                                | ورزش        | ماده‌ای که رکورد طلا در آن شکسته شده | مادهٔ قبلی‌ای که رکورد طلا در آن شکسته شده  | جنسیت |
| ----------- | ---------- | --- | ----------------------------------- | ----------- | ----------------------------------- | ----------------------------------------- | ----- |
| ۱           | ۱۸۹۶-۰۴-۰۶ | جیمز برندان کانلی | ایالات متحده آمریکا                 | دو و میدانی | پرش سه‌گام                           | —                                         | مرد   |
| ۱           | ۱۸۹۶-۰۴-۰۶ | رابرت گرت | ایالات متحده آمریکا                 | دو و میدانی | پرتاب دیسک                          | —                                         | مرد   |
| ۱           | ۱۸۹۶-۰۴-۰۷ | الری هاردینگ کلارک | ایالات متحده آمریکا                 | دو و میدانی | پرش طول                             | —                                         | مرد   |
| ۱           | ۱۸۹۶-۰۴-۰۷ | توماس برک | ایالات متحده آمریکا                 | دو و میدانی | ۴۰۰ متر                             | —                                         | مرد   |
| ۲           | ۱۸۹۶-۰۴-۰۷ | رابرت گرت | ایالات متحده آمریکا                 | دو و میدانی | پرتاب وزنه                          | بالاتر را ببینید                          | مرد   |
| ۲           | ۱۸۹۶-۰۴-۰۹ | ادوین فلک | استرالیا                            | دو و میدانی | ۸۰۰ متر                             | ۱۸۹۶ - ۱                                  | مرد   |
| ۲           | ۱۸۹۶-۰۴-۰۹ | فریتس هوفمن، کونراد بوکر، آلفرد فلاتو، گوستاو فلاتو، گئورگ هیلمار، فریتس مانتویفل، کارل نویکیرش، ریشارد روستل، گوستاو شوفت، کارل شومان، هرمان واینگرتنر | آلمان                               | ژیمناستیک   | بارفیکس تیمی                        | ۱۸۹۶ - ۱                                  | مرد   |
| ۳           | ۱۸۹۶-۰۴-۰۹ | کارل شومان | آلمان                               | ژیمناستیک   | پرش از خرک                          | قبلی را ببینید                            | مرد   |
| ۳           | ۱۸۹۶-۰۴-۰۹ | هرمان واینگرتنر | آلمان                               | ژیمناستیک   | بارفیکس                             | بالاتر را ببینید                          | مرد   |
| ۳           | ۱۸۹۶-۰۴-۱۰ | آلفرد فلاتو | آلمان                               | ژیمناستیک   | میله پارالل                         | بالاتر را ببینید                          | مرد   |
| ۴           | ۱۸۹۶-۰۴-۱۱ | کارل شومان | آلمان                               | کشتی        | کشتی فرنگی                          | بالاتر را ببینید                          | مرد   |
| ۴           | ۱۹۰۰-۰۷-۱۶ | الوین کرانزلین | ایالات متحده آمریکا (تابستانی ۱۹۰۰) | دو و میدانی | ۲۰۰ متر با مانع                     | ۱۹۰۰ - ۱، ۲، ۳                            | مرد   |
| ۴           | ۱۹۰۴-۰۸-۰۵ | مارکوس هرلی | ایالات متحده آمریکا (تابستانی ۱۹۰۴) | دوچرخه‌سواری | ۱ مایل                              | ۱۹۰۴ - ۱، ۲، ۳                            | مرد   |
| ۴           | ۱۹۰۴-۰۸-۲۹ | ری آوری | ایالات متحده آمریکا (تابستانی ۱۹۰۴) | دو و میدانی | پرش ارتفاع                          | ۱۹۰۰ - ۱، ۲، ۳                            | مرد   |
| ۵           | ۱۹۰۴-۰۸-۳۱ | ری آوری | ایالات متحده آمریکا (تابستانی ۱۹۰۴) | دو و میدانی | پرش ارتفاع                          | ۱۹۰۰ - ۱، ۲، ۳                            | مرد   |
| ۶           | ۱۹۰۴-۰۹-۰۳ | ری آوری | ایالات متحده آمریکا (تابستانی ۱۹۰۴) | دو و میدانی | پرش ارتفاع سه گام                   | ۱۹۰۰ - ۱، ۲، ۳                            | مرد   |
| ۷           | ۱۹۰۸-۰۷-۲۰ | ری آوری | ایالات متحده آمریکا (تابستانی ۱۹۰۴) | دو و میدانی | پرش طول ایستاده                     | ۱۹۰۰ - ۱، ۲، ۳                            | مرد   |
| ۸           | ۱۹۰۸-۰۷-۲۳ | ری آوری | ایالات متحده آمریکا (تابستانی ۱۹۰۴) | دو و میدانی | پرش ارتفاع                          | ۱۹۰۰ - ۱، ۲، ۳                            | مرد   |
| ۸           | ۱۹۲۴-۰۷-۱۳ | پاوو نورمی | فنلاند                              | دو و میدانی | دوی صحرانوردی                       | ۱۹۲۰ - ۱، ۲، ۳ ۱۹۲۴ - ۴، ۵، ۶، ۷          | مرد   |
| ۹           | ۱۹۲۸-۰۷-۲۹ | پاوو نورمی | فنلاند                              | دو و میدانی | ۱۰۰۰۰ متر                           | ۱۹۲۰ - ۱، ۲، ۳ ۱۹۲۴ - ۴، ۵، ۶، ۷          | مرد   |
| ۹           | ۱۹۶۴-۱۰-۲۳ | لاریسا لاتینینا | اتحاد شوروی                         | ژیمناستیک   | حرکات زمینی                         | ۱۹۵۶ - ۱، ۲، ۳، ۴ ۱۹۶۰ - ۵، ۶، ۷ ۱۹۶۴ - ۸ | زن    |
| ۹           | ۲۰۰۸-۰۸-۱۲ | مایکل فلپس | ایالات متحده آمریکا                 | شنا         | ۲۰۰ متر آزاد                        | ۲۰۰۴ - ۱، ۲، ۳، ۴، ۵، ۶ ۲۰۰۸ - ۷، ۸       | مرد   |
| ۱۰          | ۲۰۰۸-۰۸-۱۳ | مایکل فلپس | ایالات متحده آمریکا                 | شنا         | ۲۰۰ متر پروانه                      | ۲۰۰۴ - ۱، ۲، ۳، ۴، ۵، ۶ ۲۰۰۸ - ۷، ۸       | مرد   |
| ۱۱          | ۲۰۰۸-۰۸-۱۳ | مایکل فلپس | ایالات متحده آمریکا                 | شنا         | ۴ × ۲۰۰ متر آزاد امدادی             | ۲۰۰۴ - ۱، ۲، ۳، ۴، ۵، ۶ ۲۰۰۸ - ۷، ۸       | مرد   |
| ۱۲          | ۲۰۰۸-۰۸-۱۵ | مایکل فلپس | ایالات متحده آمریکا                 | شنا         | ۲۰۰ متر انفرادی مختلط               | ۲۰۰۴ - ۱، ۲، ۳، ۴، ۵، ۶ ۲۰۰۸ - ۷، ۸       | مرد   |
| ۱۳          | ۲۰۰۸-۰۸-۱۶ | مایکل فلپس | ایالات متحده آمریکا                 | شنا         | ۱۰۰ متر پروانه                      | ۲۰۰۴ - ۱، ۲، ۳، ۴، ۵، ۶ ۲۰۰۸ - ۷، ۸       | مرد   |
| ۱۴          | ۲۰۰۸-۰۸-۱۷ | مایکل فلپس | ایالات متحده آمریکا                 | شنا         | ۴ × ۱۰۰ متر مختلط امدادی            | ۲۰۰۴ - ۱، ۲، ۳، ۴، ۵، ۶ ۲۰۰۸ - ۷، ۸       | مرد   |
| ۱۵          | ۲۰۱۲-۰۷-۳۱ | مایکل فلپس | ایالات متحده آمریکا                 | شنا         | ۴ × ۲۰۰ متر آزاد امدادی             | ۲۰۰۴ - ۱، ۲، ۳، ۴، ۵، ۶ ۲۰۰۸ - ۷، ۸       | مرد   |
| ۱۶          | ۲۰۱۲-۰۸-۰۲ | مایکل فلپس | ایالات متحده آمریکا                 | شنا         | ۲۰۰ متر انفرادی مختلط               | ۲۰۰۴ - ۱، ۲، ۳، ۴، ۵، ۶ ۲۰۰۸ - ۷، ۸       | مرد   |
| ۱۷          | ۲۰۱۲-۰۸-۰۳ | مایکل فلپس | ایالات متحده آمریکا                 | شنا         | ۱۰۰ متر پروانه                      | ۲۰۰۴ - ۱، ۲، ۳، ۴، ۵، ۶ ۲۰۰۸ - ۷، ۸       | مرد   |
| ۱۸          | ۲۰۱۲-۰۸-۰۴ | مایکل فلپس | ایالات متحده آمریکا                 | شنا         | ۴ × ۱۰۰ متر مختلط امدادی            | ۲۰۰۴ - ۱، ۲، ۳، ۴، ۵، ۶ ۲۰۰۸ - ۷، ۸       | مرد   |
| ۱۹          | ۲۰۱۶-۰۸-۰۷ | مایکل فلپس | ایالات متحده آمریکا                 | شنا         | ۴ × ۱۰۰ متر آزاد امدادی             | ۲۰۰۴ - ۱، ۲، ۳، ۴، ۵، ۶ ۲۰۰۸ - ۷، ۸       | مرد   |
| ۲۰          | ۲۰۱۶-۰۸-۰۹ | مایکل فلپس | ایالات متحده آمریکا                 | شنا         | ۲۰۰ متر پروانه                      | ۲۰۰۴ - ۱، ۲، ۳، ۴، ۵، ۶ ۲۰۰۸ - ۷، ۸       | مرد   |
| ۲۱          | ۲۰۱۶-۰۸-۰۹ | مایکل فلپس | ایالات متحده آمریکا                 | شنا         | ۴ × ۲۰۰ متر آزاد امدادی             | ۲۰۰۴ - ۱، ۲، ۳، ۴، ۵، ۶ ۲۰۰۸ - ۷، ۸       | مرد   |
| ۲۲          | ۲۰۱۶-۰۸-۱۱ | مایکل فلپس | ایالات متحده آمریکا                 | شنا         | ۲۰۰ متر انفرادی مختلط               | ۲۰۰۴ - ۱، ۲، ۳، ۴، ۵، ۶ ۲۰۰۸ - ۷، ۸       | مرد   |
| ۲۳          | ۲۰۱۶-۰۸-۱۳ | مایکل فلپس | ایالات متحده آمریکا                 | شنا         | ۴ × ۱۰۰ متر مختلط امدادی            | ۲۰۰۴ - ۱، ۲، ۳، ۴، ۵، ۶ ۲۰۰۸ - ۷، ۸       | مرد   |

## لیست مدال‌آورترین ورزشکاران در مواد انفرادی
این فهرست شامل تمام ورزشکاران المپیکی است که سه مدال طلا یا بیشتر را به صورت انفرادی (نه به عنوان بخشی از تیم دو یا چند نفره) کسب کرده‌اند.
| ردیف | ورزشکار                              | کشور                           | رشته                                               | سال‌های    | مسابقات  | جنسیت | طلا | نقره | برنز | مجموع |
| ---- | ------------------------------------ | ------------------------------ | -------------------------------------------------- | --------- | -------- | ----- | --- | ---- | ---- | ----- |
| ۱    | مایکل فلپس                           | ایالات متحده آمریکا            | شنا                                                | ۲۰۰۴–۲۰۱۶ | تابستانی | مرد   | ۱۳  | ۲    | ۱    | ۱۶    |
| ۲    | کیتی لدکی                            | ایالات متحده آمریکا            | شنا                                                | ۲۰۱۲–۲۰۲۴ | تابستانی | زن    | ۸   | ۱    | ۱    | ۱۰    |
| ۳    | ری اوری                              | ایالات متحده آمریکا            | دو و میدانی                                        | ۱۹۰۰–۱۹۰۸ | تابستانی | مرد   | ۸   | ۰    | ۰    | ۸     |
| ۴    | ویرا چاسلاوسکا                       | چکسلواکی                       | ژیمناستیک                                          | ۱۹۶۴–۱۹۶۸ | تابستانی | زن    | ۷   | ۱    | ۰    | ۸     |
| ۴    | کارل لوئیس                           | ایالات متحده آمریکا            | دو و میدانی                                        | ۱۹۸۴–۱۹۹۶ | تابستانی | مرد   | ۷   | ۱    | ۰    | ۸     |
| ۶    | لاریسا لاتینینا                      | اتحاد شوروی                    | ژیمناستیک                                          | ۱۹۵۶–۱۹۶۴ | تابستانی | زن    | ۶   | ۵    | ۳    | ۱۴    |
| ۷    | نیکولای آندریانف                     | اتحاد شوروی                    | ژیمناستیک                                          | ۱۹۷۲–۱۹۸۰ | تابستانی | مرد   | ۶   | ۳    | ۳    | ۱۲    |
| ۸    | بیورن دهلی                           | نروژ                           | Cross-country skiing                               | ۱۹۹۲–۱۹۹۸ | زمستانی  | مرد   | ۶   | ۳    | ۰    | ۹     |
| ۸    | پاوو نورمی                           | فنلاند                         | دو و میدانی                                        | ۱۹۲۰–۱۹۲۸ | تابستانی | مرد   | ۶   | ۳    | ۰    | ۹     |
| ۱۰   | بوریس شاخلین                         | اتحاد شوروی                    | ژیمناستیک                                          | ۱۹۵۶–۱۹۶۴ | تابستانی | مرد   | ۶   | ۲    | ۲    | ۱۰    |
| ۱۱   | یوسین بولت                           | جامائیکا                       | دو و میدانی                                        | ۲۰۰۸–۲۰۱۶ | تابستانی | مرد   | ۶   | ۰    | ۰    | ۶     |
| ۱۱   | لیدیا اسکوبلیکووا                    | اتحاد شوروی                    | اسکیت سرعت                                         | ۱۹۶۰–۱۹۶۴ | زمستانی  | زن    | ۶   | ۰    | ۰    | ۶     |
| ۱۳   | آیرین وست                            | هلند                           | اسکیت سرعت                                         | ۲۰۰۶–۲۰۲۲ | زمستانی  | زن    | ۵   | ۴    | ۱    | ۱۰    |
| ۱۴   | ماریت بیورگن                         | نروژ                           | Cross-country skiing                               | ۲۰۰۲–۲۰۱۸ | زمستانی  | زن    | ۵   | ۳    | ۲    | ۱۰    |
| ۱۵   | اوله اینار بیورندالن                 | نروژ                           | Biathlon                                           | ۱۹۹۸–۲۰۱۴ | زمستانی  | مرد   | ۵   | ۳    | ۱    | ۹     |
| ۱۵   | ویکتور چوکارین                       | اتحاد شوروی                    | ژیمناستیک                                          | ۱۹۵۲–۱۹۵۶ | تابستانی | مرد   | ۵   | ۳    | ۱    | ۹     |
| ۱۵   | سواو کاتو                            | ژاپن                           | ژیمناستیک                                          | ۱۹۶۸–۱۹۷۶ | تابستانی | مرد   | ۵   | ۳    | ۱    | ۹     |
| ۱۸   | سیمون بایلز                          | ایالات متحده آمریکا            | ژیمناستیک                                          | ۲۰۱۶–۲۰۲۴ | تابستانی | زن    | ۵   | ۱    | ۲    | ۸     |
| ۱۹   | نادیا کومانچی                        | رومانی                         | ژیمناستیک                                          | ۱۹۷۶–۱۹۸۰ | تابستانی | زن    | ۵   | ۱    | ۱    | ۷     |
| ۱۹   | کریستینا اگرسگی                      | مجارستان                       | شنا                                                | ۱۹۸۸–۱۹۹۶ | تابستانی | زن    | ۵   | ۱    | ۱    | ۷     |
| ۱۹   | گرت فردریکسن                         | سوئد                           | Canoeing                                           | ۱۹۴۸–۱۹۶۰ | تابستانی | مرد   | ۵   | ۱    | ۱    | ۷     |
| ۱۹   | کلاس تونبرگ                          | فنلاند                         | اسکیت سرعت                                         | ۱۹۲۴–۱۹۲۸ | زمستانی  | مرد   | ۵   | ۱    | ۱    | ۷     |
| ۲۳   | ویتالی شربو                          | تیم متحد · بلاروس              | ژیمناستیک                                          | ۱۹۹۲–۱۹۹۶ | تابستانی | مرد   | ۵   | ۰    | ۴    | ۹     |
| ۲۴   | بونی بلر                             | ایالات متحده آمریکا            | اسکیت سرعت                                         | ۱۹۸۸–۱۹۹۴ | زمستانی  | زن    | ۵   | ۰    | ۱    | ۶     |
| ۲۴   | لیسا کارینگتون                       | نیوزیلند                       | Canoeing                                           | ۲۰۱۲–۲۰۲۴ | تابستانی | زن    | ۵   | ۰    | ۱    | ۶     |
| ۲۶   | اریک هیدن                            | ایالات متحده آمریکا            | اسکیت سرعت                                         | ۱۹۸۰      | زمستانی  | مرد   | ۵   | ۰    | ۰    | ۵     |
| ۲۶   | میخایین لوپز                         | کوبا                           | کشتی                                               | ۲۰۰۸–۲۰۲۴ | تابستانی | مرد   | ۵   | ۰    | ۰    | ۵     |
| ۲۸   | لیوبو یگورووا                        | تیم متحد · روسیه               | Cross-country skiing                               | ۱۹۹۲–۱۹۹۴ | زمستانی  | زن    | ۴   | ۳    | ۰    | ۷     |
| ۲۹   | کیتیل آندره آموت                     | نروژ                           | اسکی آلپاین                                        | ۱۹۹۲–۲۰۰۶ | زمستانی  | مرد   | ۴   | ۲    | ۲    | ۸     |
| ۲۹   | اکینری ناکایاما                      | ژاپن                           | ژیمناستیک                                          | ۱۹۶۸–۱۹۷۲ | تابستانی | مرد   | ۴   | ۲    | ۲    | ۸     |
| ۲۹   | کلودیا پکشتاین                       | آلمان                          | اسکیت سرعت                                         | ۱۹۹۲–۲۰۰۶ | زمستانی  | زن    | ۴   | ۲    | ۲    | ۸     |
| ۳۲   | ایوار بالانگرود                      | نروژ                           | اسکیت سرعت                                         | ۱۹۲۸–۱۹۳۶ | زمستانی  | مرد   | ۴   | ۲    | ۱    | ۷     |
| ۳۳   | مارتین فورکاد                        | فرانسه                         | Biathlon                                           | ۲۰۱۰–۲۰۱۸ | زمستانی  | مرد   | ۴   | ۲    | ۰    | ۶     |
| ۳۳   | جین جونگ-او                          | کره جنوبی                      | Shooting                                           | ۲۰۰۴–۲۰۱۶ | تابستانی | مرد   | ۴   | ۲    | ۰    | ۶     |
| ۳۳   | یانیتسا کوستلیچ                      | کرواسی                         | اسکی آلپاین                                        | ۲۰۰۲–۲۰۰۶ | زمستانی  | زن    | ۴   | ۲    | ۰    | ۶     |
| ۳۳   | هوبرت وان اینیس                      | بلژیک                          | Archery                                            | ۱۹۰۰–۱۹۲۰ | تابستانی | مرد   | ۴   | ۲    | ۰    | ۶     |
| ۳۷   | اینخه ده بروین                       | هلند                           | شنا                                                | ۲۰۰۰–۲۰۰۴ | تابستانی | زن    | ۴   | ۱    | ۱    | ۶     |
| ۳۷   | آگنش کلتی                            | مجارستان                       | ژیمناستیک                                          | ۱۹۵۲–۱۹۵۶ | تابستانی | زن    | ۴   | ۱    | ۱    | ۶     |
| ۳۷   | مارک اسپیتز                          | ایالات متحده آمریکا            | شنا                                                | ۱۹۶۸–۱۹۷۲ | تابستانی | مرد   | ۴   | ۱    | ۱    | ۶     |
| ۳۷   | لئونتین فان مورسل                    | هلند                           | دوچرخه‌سواری                                        | ۲۰۰۰–۲۰۰۴ | تابستانی | زن    | ۴   | ۱    | ۱    | ۶     |
| ۴۱   | بن اینسلی                            | بریتانیای کبیر                 | Sailing                                            | ۱۹۹۶–۲۰۱۲ | تابستانی | مرد   | ۴   | ۱    | ۰    | ۵     |
| ۴۱   | جانت اوانز                           | ایالات متحده آمریکا            | شنا                                                | ۱۹۸۸–۱۹۹۲ | تابستانی | زن    | ۴   | ۱    | ۰    | ۵     |
| ۴۱   | یوگنی گریشین                         | اتحاد شوروی                    | اسکیت سرعت                                         | ۱۹۵۶–۱۹۶۴ | زمستانی  | مرد   | ۴   | ۱    | ۰    | ۵     |
| ۴۱   | آنتون هیدا                           | ایالات متحده آمریکا            | ژیمناستیک                                          | ۱۹۰۴      | تابستانی | مرد   | ۴   | ۱    | ۰    | ۵     |
| ۴۱   | جیسون کنی                            | بریتانیای کبیر                 | دوچرخه‌سواری                                        | ۲۰۰۸–۲۰۲۰ | تابستانی | مرد   | ۴   | ۱    | ۰    | ۵     |
| ۴۱   | یانا کلوچکووا                        | اوکراین                        | شنا                                                | ۲۰۰۰–۲۰۰۴ | تابستانی | زن    | ۴   | ۱    | ۰    | ۵     |
| ۴۱   | یوهان اولاف کوس                      | نروژ                           | اسکیت سرعت                                         | ۱۹۹۲–۱۹۹۴ | زمستانی  | مرد   | ۴   | ۱    | ۰    | ۵     |
| ۴۱   | گرگ لوگانیس                          | ایالات متحده آمریکا            | Diving                                             | ۱۹۷۶–۱۹۸۸ | تابستانی | مرد   | ۴   | ۱    | ۰    | ۵     |
| ۴۱   | الکساندر پوپوف                       | تیم متحد · روسیه               | شنا                                                | ۱۹۹۲–۲۰۰۰ | تابستانی | مرد   | ۴   | ۱    | ۰    | ۵     |
| ۴۱   | امیل زاتوپک                          | چکسلواکی                       | دو و میدانی                                        | ۱۹۴۸–۱۹۵۲ | تابستانی | مرد   | ۴   | ۱    | ۰    | ۵     |
| ۵۱   | آهن هیون-سو Ahn Hyun-soo آهن هیون-سو | کره جنوبی · روسیه              | Short-track اسکیت سرعت                             | ۲۰۰۶–۲۰۱۴ | زمستانی  | مرد   | ۴   | ۰    | ۲    | ۶     |
| ۵۲   | مارکوس هرلی                          | ایالات متحده آمریکا            | دوچرخه‌سواری                                        | ۱۹۰۴      | تابستانی | مرد   | ۴   | ۰    | ۱    | ۵     |
| ۵۲   | رولند ماتس                           | آلمان شرقی                     | شنا                                                | ۱۹۶۸–۱۹۷۶ | تابستانی | مرد   | ۴   | ۰    | ۱    | ۵     |
| ۵۲   | کیلی مک‌کیون                          | استرالیا                       | شنا                                                | ۲۰۲۰–۲۰۲۴ | تابستانی | زن    | ۴   | ۰    | ۱    | ۵     |
| ۵۵   | سیمون آمان                           | سوئیس                          | اسکی پرش                                           | ۲۰۰۲–۲۰۱۰ | زمستانی  | مرد   | ۴   | ۰    | ۰    | ۴     |
| ۵۵   | داریو کولونیا                        | سوئیس                          | Cross-country skiing                               | ۲۰۱۰–۲۰۱۸ | زمستانی  | مرد   | ۴   | ۰    | ۰    | ۴     |
| ۵۵   | تاماش دارنی                          | مجارستان                       | شنا                                                | ۱۹۸۸–۱۹۹۲ | تابستانی | مرد   | ۴   | ۰    | ۰    | ۴     |
| ۵۵   | پل برت ایلوستروم                     | دانمارک                        | Sailing                                            | ۱۹۴۸–۱۹۶۰ | تابستانی | مرد   | ۴   | ۰    | ۰    | ۴     |
| ۵۵   | محمد فرح                             | بریتانیای کبیر                 | دو و میدانی                                        | ۲۰۱۲–۲۰۱۶ | تابستانی | مرد   | ۴   | ۰    | ۰    | ۴     |
| ۵۵   | فو مینگژیا                           | چین                            | Diving                                             | ۱۹۹۲–۲۰۰۰ | تابستانی | زن    | ۴   | ۰    | ۰    | ۴     |
| ۵۵   | وینسنت هانکوک                        | ایالات متحده آمریکا            | Shooting                                           | ۲۰۰۸–۲۰۲۴ | تابستانی | مرد   | ۴   | ۰    | ۰    | ۴     |
| ۵۵   | کریس هوی                             | بریتانیای کبیر                 | دوچرخه‌سواری                                        | ۲۰۰۴–۲۰۱۲ | تابستانی | مرد   | ۴   | ۰    | ۰    | ۴     |
| ۵۵   | کائوری ایچو                          | ژاپن                           | کشتی                                               | ۲۰۰۴–۲۰۱۶ | تابستانی | زن    | ۴   | ۰    | ۰    | ۴     |
| ۵۵   | کسوکه کیتاجیما                       | ژاپن                           | شنا                                                | ۲۰۰۴–۲۰۰۸ | تابستانی | مرد   | ۴   | ۰    | ۰    | ۴     |
| ۵۵   | هانس کولهماینن                       | فنلاند                         | دو و میدانی                                        | ۱۹۱۲–۱۹۲۰ | تابستانی | مرد   | ۴   | ۰    | ۰    | ۴     |
| ۵۵   | روبرت کورژنیوفسکی                    | لهستان                         | دو و میدانی                                        | ۱۹۹۶–۲۰۰۴ | تابستانی | مرد   | ۴   | ۰    | ۰    | ۴     |
| ۵۵   | الوین کرانزلین                       | ایالات متحده آمریکا            | دو و میدانی                                        | ۱۹۰۰      | تابستانی | مرد   | ۴   | ۰    | ۰    | ۴     |
| ۵۵   | لئون مارشان                          | فرانسه                         | شنا                                                | ۲۰۲۴      | تابستانی | مرد   | ۴   | ۰    | ۰    | ۴     |
| ۵۵   | پت مک‌کورمیک                          | ایالات متحده آمریکا            | Diving                                             | ۱۹۵۲–۱۹۵۶ | تابستانی | زن    | ۴   | ۰    | ۰    | ۴     |
| ۵۵   | آل ارتر                              | ایالات متحده آمریکا            | دو و میدانی                                        | ۱۹۵۶–۱۹۶۸ | تابستانی | مرد   | ۴   | ۰    | ۰    | ۴     |
| ۵۵   | کریستین اوتو                         | آلمان شرقی                     | شنا                                                | ۱۹۸۸      | تابستانی | زن    | ۴   | ۰    | ۰    | ۴     |
| ۵۵   | الین تامپسون                         | جامائیکا                       | دو و میدانی                                        | ۲۰۱۶-۲۰۲۰ | تابستانی | زن    | ۴   | ۰    | ۰    | ۴     |
| ۵۵   | لاسه ویرن                            | فنلاند                         | دو و میدانی                                        | ۱۹۷۲–۱۹۷۶ | تابستانی | مرد   | ۴   | ۰    | ۰    | ۴     |
| ۷۴   | کارین انکه                           | آلمان شرقی                     | اسکیت سرعت                                         | ۱۹۸۰–۱۹۸۸ | زمستانی  | زن    | ۳   | ۴    | ۱    | ۸     |
| ۷۴   | گوندا نیمان-اشتیرنمان                | آلمان                          | اسکیت سرعت                                         | ۱۹۹۲–۱۹۹۸ | زمستانی  | زن    | ۳   | ۴    | ۱    | ۸     |
| ۷۶   | تاکاشی اونو                          | ژاپن                           | ژیمناستیک                                          | ۱۹۵۲–۱۹۶۰ | تابستانی | مرد   | ۳   | ۳    | ۴    | ۱۰    |
| ۷۷   | سیکستن یرنبرگ                        | سوئد                           | Cross-country skiing                               | ۱۹۵۶–۱۹۶۴ | زمستانی  | مرد   | ۳   | ۳    | ۱    | ۷     |
| ۷۸   | آناستازیا کوزمینا                    | اسلواکی                        | Biathlon                                           | ۲۰۱۰–۲۰۱۸ | زمستانی  | زن    | ۳   | ۳    | ۰    | ۶     |
| ۷۸   | ویله ریتولا                          | فنلاند                         | دو و میدانی                                        | ۱۹۲۴–۱۹۲۸ | تابستانی | مرد   | ۳   | ۳    | ۰    | ۶     |
| ۷۸   | آریارن تیتموس                        | استرالیا                       | شنا                                                | ۲۰۲۰–۲۰۲۴ | تابستانی | زن    | ۳   | ۳    | ۰    | ۶     |
| ۸۱   | الکسی نموف                           | روسیه                          | ژیمناستیک                                          | ۱۹۹۶–۲۰۰۰ | تابستانی | مرد   | ۳   | ۲    | ۵    | ۱۰    |
| ۸۲   | مارتینا سابلیکووا                    | جمهوری چک                      | اسکیت سرعت                                         | ۲۰۱۰–۲۰۲۲ | زمستانی  | زن    | ۳   | ۲    | ۲    | ۷     |
| ۸۳   | جرج ایسر                             | ایالات متحده آمریکا            | ژیمناستیک                                          | ۱۹۰۴      | تابستانی | مرد   | ۳   | ۲    | ۱    | ۶     |
| ۸۳   | کنوت هولمان                          | نروژ                           | Canoeing                                           | ۱۹۹۲–۲۰۰۰ | تابستانی | مرد   | ۳   | ۲    | ۱    | ۶     |
| ۸۳   | رالف رز                              | ایالات متحده آمریکا            | دو و میدانی                                        | ۱۹۰۴–۱۹۱۲ | تابستانی | مرد   | ۳   | ۲    | ۱    | ۶     |
| ۸۳   | سارا خستروم                          | سوئد                           | شنا                                                | ۲۰۱۶–۲۰۲۴ | تابستانی | زن    | ۳   | ۲    | ۱    | ۶     |
| ۸۷   | کلاوس دیبیاسی                        | ایتالیا                        | Diving                                             | ۱۹۶۴–۱۹۷۶ | تابستانی | مرد   | ۳   | ۲    | ۰    | ۵     |
| ۸۷   | گئورگ هاکل                           | آلمان غربی · آلمان             | Luge                                               | ۱۹۸۸–۲۰۰۲ | زمستانی  | مرد   | ۳   | ۲    | ۰    | ۵     |
| ۸۷   | سون کرامر                            | هلند                           | اسکیت سرعت                                         | ۲۰۰۶–۲۰۱۸ | زمستانی  | مرد   | ۳   | ۲    | ۰    | ۵     |
| ۸۷   | جرج میز                              | سوئیس                          | ژیمناستیک                                          | ۱۹۲۸–۱۹۳۶ | تابستانی | مرد   | ۳   | ۲    | ۰    | ۵     |
| ۸۷   | ایرن پیرسل                           | ایالات متحده آمریکا            | شنا                                                | ۲۰۰۰–۲۰۰۸ | تابستانی | مرد   | ۳   | ۲    | ۰    | ۵     |
| ۸۷   | رالف شومان                           | آلمان شرقی · آلمان             | Shooting                                           | ۱۹۸۸–۲۰۰۸ | تابستانی | مرد   | ۳   | ۲    | ۰    | ۵     |
| ۸۷   | سون یانگ                             | چین                            | شنا                                                | ۲۰۱۲–۲۰۱۶ | تابستانی | مرد   | ۳   | ۲    | ۰    | ۵     |
| ۸۷   | آلبرتو تومبا                         | ایتالیا                        | اسکی آلپاین                                        | ۱۹۸۸–۱۹۹۴ | زمستانی  | مرد   | ۳   | ۲    | ۰    | ۵     |
| ۹۵   | جسیکا فاکس (قایقران کانو)            | استرالیا                       | Canoeing                                           | ۲۰۱۲–۲۰۲۴ | تابستانی | زن    | ۳   | ۱    | ۲    | ۶     |
| ۹۵   | یهان گراوتومسبروتن                   | نروژ                           | نوردیک ترکیبی, Cross-country skiing                | ۱۹۲۴–۱۹۳۲ | زمستانی  | مرد   | ۳   | ۱    | ۲    | ۶     |
| ۹۵   | جکی جوینر-کرسی                       | ایالات متحده آمریکا            | دو و میدانی                                        | ۱۹۸۴–۱۹۹۶ | تابستانی | زن    | ۳   | ۱    | ۲    | ۶     |
| ۹۵   | کیم رود                              | ایالات متحده آمریکا            | Shooting                                           | ۱۹۹۶–۲۰۱۶ | تابستانی | زن    | ۳   | ۱    | ۲    | ۶     |
| ۹۹   | چارلز دانیلز (شناگر)                 | ایالات متحده آمریکا            | شنا                                                | ۱۹۰۴–۱۹۰۸ | تابستانی | مرد   | ۳   | ۱    | ۱    | ۵     |
| ۹۹   | داریا دومراچوا                       | بلاروس                         | Biathlon                                           | ۲۰۱۰–۲۰۱۸ | زمستانی  | زن    | ۳   | ۱    | ۱    | ۵     |
| ۹۹   | شین گولد                             | استرالیا                       | شنا                                                | ۱۹۷۲      | تابستانی | زن    | ۳   | ۱    | ۱    | ۵     |
| ۹۹   | ترسه یوهاو                           | نروژ                           | Cross-country skiing                               | ۲۰۱۴–۲۰۲۲ | زمستانی  | زن    | ۳   | ۱    | ۱    | ۵     |
| ۹۹   | لی نینگ                              | چین                            | ژیمناستیک                                          | ۱۹۸۴      | تابستانی | مرد   | ۳   | ۱    | ۱    | ۵     |
| ۹۹   | فرینی شنایدر                         | سوئیس                          | اسکی آلپاین                                        | ۱۹۸۸–۱۹۹۴ | زمستانی  | زن    | ۳   | ۱    | ۱    | ۵     |
| ۹۹   | دانیلا سلیواش                        | رومانی                         | ژیمناستیک                                          | ۱۹۸۸      | تابستانی | زن    | ۳   | ۱    | ۱    | ۵     |
| ۹۹   | لئون اشتوکی                          | یوگسلاوی                       | ژیمناستیک                                          | ۱۹۲۴–۱۹۳۶ | تابستانی | مرد   | ۳   | ۱    | ۱    | ۵     |
| ۹۹   | ایان تورپ                            | استرالیا                       | شنا                                                | ۲۰۰۰–۲۰۰۴ | تابستانی | مرد   | ۳   | ۱    | ۱    | ۵     |
| ۹۹   | پیتر وان دن هوخنباند                 | هلند                           | شنا                                                | ۲۰۰۰–۲۰۰۴ | تابستانی | مرد   | ۳   | ۱    | ۱    | ۵     |
| ۹۹   | والنتینا وزالی                       | ایتالیا                        | شمشیربازی                                          | ۱۹۹۶–۲۰۱۲ | تابستانی | زن    | ۳   | ۱    | ۱    | ۵     |
| ۹۹   | وانگ منگ Wang Meng                   | چین                            | Short-track اسکیت سرعت                             | ۲۰۰۶–۲۰۱۰ | زمستانی  | زن    | ۳   | ۱    | ۱    | ۵     |
| ۱۱۱  | ولادمیر آرتیموف                      | اتحاد شوروی                    | ژیمناستیک                                          | ۱۹۸۸      | تابستانی | مرد   | ۳   | ۱    | ۰    | ۴     |
| ۱۱۱  | کننیسا بکله                          | اتیوپی                         | دو و میدانی                                        | ۲۰۰۴–۲۰۰۸ | تابستانی | مرد   | ۳   | ۱    | ۰    | ۴     |
| ۱۱۱  | نیکولو کامپریانی                     | ایتالیا                        | Shooting                                           | ۲۰۱۲–۲۰۱۶ | تابستانی | مرد   | ۳   | ۱    | ۰    | ۴     |
| ۱۱۱  | دبورا کمپانیونی                      | ایتالیا                        | اسکی آلپاین                                        | ۱۹۹۲–۱۹۹۸ | زمستانی  | زن    | ۳   | ۱    | ۰    | ۴     |
| ۱۱۱  | کورنلیا اندر                         | آلمان شرقی                     | شنا                                                | ۱۹۷۲–۱۹۷۶ | تابستانی | زن    | ۳   | ۱    | ۰    | ۴     |
| ۱۱۱  | رابرت فینکه                          | ایالات متحده آمریکا            | شنا                                                | ۲۰۲۰–۲۰۲۴ | تابستانی | زن    | ۳   | ۱    | ۰    | ۴     |
| ۱۱۱  | جان فلاناگان (ورزشکار)               | ایالات متحده آمریکا            | دو و میدانی                                        | ۱۹۰۰–۱۹۰۸ | تابستانی | مرد   | ۳   | ۱    | ۰    | ۴     |
| ۱۱۱  | رامون فونست                          | کوبا                           | شمشیربازی                                          | ۱۹۰۰–۱۹۰۴ | تابستانی | مرد   | ۳   | ۱    | ۰    | ۴     |
| ۱۱۱  | دون فریزر                            | استرالیا                       | شنا                                                | ۱۹۵۶–۱۹۶۴ | تابستانی | زن    | ۳   | ۱    | ۰    | ۴     |
| ۱۱۱  | گیلیس گرافسترم                       | سوئد                           | Figure skating at the Olympic Games Figure skating | ۱۹۲۰–۱۹۳۲ | Both     | مرد   | ۳   | ۱    | ۰    | ۴     |
| ۱۱۱  | میشائل گروس                          | آلمان غربی                     | شنا                                                | ۱۹۸۴–۱۹۸۸ | تابستانی | مرد   | ۳   | ۱    | ۰    | ۴     |
| ۱۱۱  | توماس گوستافسون                      | سوئد                           | اسکیت سرعت                                         | ۱۹۸۴–۱۹۸۸ | زمستانی  | مرد   | ۳   | ۱    | ۰    | ۴     |
| ۱۱۱  | هری هیلمن                            | ایالات متحده آمریکا            | دو و میدانی                                        | ۱۹۰۴–۱۹۰۸ | تابستانی | مرد   | ۳   | ۱    | ۰    | ۴     |
| ۱۱۱  | ماریا هوفل-رایش                      | آلمان                          | اسکی آلپاین                                        | ۲۰۱۰–۲۰۱۴ | زمستانی  | زن    | ۳   | ۱    | ۰    | ۴     |
| ۱۱۱  | کاتینکا هوسو                         | مجارستان                       | شنا                                                | ۲۰۱۶      | تابستانی | زن    | ۳   | ۱    | ۰    | ۴     |
| ۱۱۱  | الکساندر کارلین                      | اتحاد شوروی · تیم متحد · روسیه | کشتی                                               | ۱۹۸۸–۲۰۰۰ | تابستانی | مرد   | ۳   | ۱    | ۰    | ۴     |
| ۱۱۱  | نلی کیم                              | اتحاد شوروی                    | ژیمناستیک                                          | ۱۹۷۶–۱۹۸۰ | تابستانی | زن    | ۳   | ۱    | ۰    | ۴     |
| ۱۱۱  | فیت کیپیگون                          | کنیا                           | دو و میدانی                                        | ۲۰۱۶–۲۰۲۴ | تابستانی | زن    | ۳   | ۱    | ۰    | ۴     |
| ۱۱۱  | اینگرید کرامر                        | تیم متحد آلمان                 | Diving                                             | ۱۹۶۰–۱۹۶۴ | تابستانی | زن    | ۳   | ۱    | ۰    | ۴     |
| ۱۱۱  | Summer McIntosh                      | کانادا                         | شنا                                                | ۲۰۲۴      | تابستانی | زن    | ۳   | ۱    | ۰    | ۴     |
| ۱۱۱  | ماتی نوکانن                          | فنلاند                         | اسکی پرش                                           | ۱۹۸۴–۱۹۸۸ | زمستانی  | مرد   | ۳   | ۱    | ۰    | ۴     |
| ۱۱۱  | تامارا پرس                           | اتحاد شوروی                    | دو و میدانی                                        | ۱۹۶۰–۱۹۶۴ | تابستانی | زن    | ۳   | ۱    | ۰    | ۴     |
| ۱۱۱  | مایر پرینستین                        | ایالات متحده آمریکا            | دو و میدانی                                        | ۱۹۰۰–۱۹۰۴ | تابستانی | مرد   | ۳   | ۱    | ۰    | ۴     |
| ۱۱۱  | موری رز                              | استرالیا                       | شنا                                                | ۱۹۵۶–۱۹۶۰ | تابستانی | مرد   | ۳   | ۱    | ۰    | ۴     |
| ۱۱۱  | ویکتور سانیف                         | اتحاد شوروی                    | دو و میدانی                                        | ۱۹۶۸–۱۹۸۰ | تابستانی | مرد   | ۳   | ۱    | ۰    | ۴     |
| ۱۱۱  | آرد سخنک                             | هلند                           | اسکیت سرعت                                         | ۱۹۶۸–۱۹۷۲ | زمستانی  | مرد   | ۳   | ۱    | ۰    | ۴     |
| ۱۱۱  | اکاترینا سابو                        | رومانی                         | ژیمناستیک                                          | ۱۹۸۴      | تابستانی | زن    | ۳   | ۱    | ۰    | ۴     |
| ۱۱۱  | انکی فان گرونسون                     | هلند                           | Equestrian                                         | ۱۹۹۶–۲۰۰۸ | تابستانی | زن    | ۳   | ۱    | ۰    | ۴     |
| ۱۱۱  | سائوری یوشیدا                        | ژاپن                           | کشتی                                               | ۲۰۰۴–۲۰۱۶ | تابستانی | زن    | ۳   | ۱    | ۰    | ۴     |
| ۱۱۱  | یان ژلزنی                            | چکسلواکی · جمهوری چک           | دو و میدانی                                        | ۱۹۸۸–۲۰۰۰ | تابستانی | مرد   | ۳   | ۱    | ۰    | ۴     |
| ۱۴۱  | تیرونش دیبابا                        | اتیوپی                         | دو و میدانی                                        | ۲۰۰۴–۲۰۱۶ | تابستانی | زن    | ۳   | ۰    | ۳    | ۶     |
| ۱۴۱  | سیفان حسن                            | هلند                           | دو و میدانی                                        | ۲۰۲۰–۲۰۲۴ | تابستانی | زن    | ۳   | ۰    | ۳    | ۶     |
| ۱۴۳  | ماریا-لیسا کیروسنیمی                 | فنلاند                         | Cross-country skiing                               | ۱۹۸۴–۱۹۹۴ | زمستانی  | زن    | ۳   | ۰    | ۲    | ۵     |
| ۱۴۳  | تدی رینر                             | فرانسه                         | Judo                                               | ۲۰۰۸–۲۰۲۴ | تابستانی | مرد   | ۳   | ۰    | ۲    | ۵     |
| ۱۴۳  | کاتیا سیزینگر                        | آلمان                          | اسکی آلپاین                                        | ۱۹۹۲–۱۹۹۸ | زمستانی  | زن    | ۳   | ۰    | ۲    | ۵     |
| ۱۴۶  | یوهانس تینس بو                       | نروژ                           | Biathlon                                           | ۲۰۱۸–۲۰۲۲ | زمستانی  | مرد   | ۳   | ۰    | ۱    | ۴     |
| ۱۴۶  | پیروس دیماس                          | یونان                          | وزنه‌برداری                                         | ۱۹۹۲–۲۰۰۴ | تابستانی | مرد   | ۳   | ۰    | ۱    | ۴     |
| ۱۴۶  | اوگو فریجریو                         | ایتالیا                        | دو و میدانی                                        | ۱۹۲۰–۱۹۳۲ | تابستانی | مرد   | ۳   | ۰    | ۱    | ۴     |
| ۱۴۶  | ناتالی گایزنبرگر                     | آلمان                          | Luge                                               | ۲۰۱۰–۲۰۲۲ | زمستانی  | زن    | ۳   | ۰    | ۱    | ۴     |
| ۱۴۶  | هری لاورایسن                         | هلند                           | دوچرخه‌سواری                                        | ۲۰۲۰–۲۰۲۴ | تابستانی | مرد   | ۳   | ۰    | ۱    | ۴     |
| ۱۴۶  | ماتیاس مایر                          | اتریش                          | اسکی آلپاین                                        | ۲۰۱۴–۲۰۲۲ | زمستانی  | مرد   | ۳   | ۰    | ۱    | ۴     |
| ۱۴۶  | ایرنه شووتن                          | هلند                           | اسکیت سرعت                                         | ۲۰۱۸–۲۰۲۲ | زمستانی  | زن    | ۳   | ۰    | ۱    | ۴     |
| ۱۴۶  | مارتین شریدان                        | ایالات متحده آمریکا            | دو و میدانی                                        | ۱۹۰۴–۱۹۰۸ | تابستانی | مرد   | ۳   | ۰    | ۱    | ۴     |
| ۱۴۶  | میشل اسمیت                           | ایرلند                         | شنا                                                | ۱۹۹۶      | تابستانی | زن    | ۳   | ۰    | ۱    | ۴     |
| ۱۴۶  | زو کای                               | چین                            | ژیمناستیک                                          | ۲۰۰۸–۲۰۱۲ | تابستانی | مرد   | ۳   | ۰    | ۱    | ۴     |
| ۱۵۶  | توماس آلسگارد                        | نروژ                           | Cross-country skiing                               | ۱۹۹۴–۲۰۰۲ | زمستانی  | مرد   | ۳   | ۰    | ۰    | ۳     |
| ۱۵۶  | یالمار اندرسن                        | نروژ                           | اسکیت سرعت                                         | ۱۹۵۲      | زمستانی  | مرد   | ۳   | ۰    | ۰    | ۳     |
| ۱۵۶  | کریستین آرمسترانگ                    | ایالات متحده آمریکا            | دوچرخه‌سواری                                        | ۲۰۰۸–۲۰۱۶ | تابستانی | زن    | ۳   | ۰    | ۰    | ۳     |
| ۱۵۶  | فلیسیا بالانژه                       | فرانسه                         | دوچرخه‌سواری                                        | ۱۹۹۶–۲۰۰۰ | تابستانی | زن    | ۳   | ۰    | ۰    | ۳     |
| ۱۵۶  | بروک بنیت                            | ایالات متحده آمریکا            | شنا                                                | ۱۹۹۶–۲۰۰۰ | تابستانی | زن    | ۳   | ۰    | ۰    | ۳     |
| ۱۵۶  | فانی بلانکرس-کون                     | هلند                           | دو و میدانی                                        | ۱۹۴۸      | تابستانی | زن    | ۳   | ۰    | ۰    | ۳     |
| ۱۵۶  | مایک برتون                           | ایالات متحده آمریکا            | شنا                                                | ۱۹۶۸–۱۹۷۲ | تابستانی | مرد   | ۳   | ۰    | ۰    | ۳     |
| ۱۵۶  | کائو یوان                            | چین                            | Diving                                             | ۲۰۱۶–۲۰۲۴ | تابستانی | مرد   | ۳   | ۰    | ۰    | ۳     |
| ۱۵۶  | رایان کرائوسر                        | ایالات متحده آمریکا            | دو و میدانی                                        | ۲۰۱۶–۲۰۲۴ | تابستانی | مرد   | ۳   | ۰    | ۰    | ۳     |
| ۱۵۶  | بتی کاتبرت                           | استرالیا                       | دو و میدانی                                        | ۱۹۵۶–۱۹۶۴ | تابستانی | زن    | ۳   | ۰    | ۰    | ۳     |
| ۱۵۶  | کائلب درسل                           | ایالات متحده آمریکا            | شنا                                                | ۲۰۱۶–۲۰۲۰ | تابستانی | مرد   | ۳   | ۰    | ۰    | ۳     |
| ۱۵۶  | تونی استانگه                         | فرانسه                         | Canoeing                                           | ۲۰۰۰–۲۰۱۲ | تابستانی | مرد   | ۳   | ۰    | ۰    | ۳     |
| ۱۵۶  | آرچی هان                             | ایالات متحده آمریکا            | دو و میدانی                                        | ۱۹۰۴      | تابستانی | مرد   | ۳   | ۰    | ۰    | ۳     |
| ۱۵۶  | تورلایف هاوگ                         | نروژ                           | Cross-country skiing                               | ۱۹۲۴      | زمستانی  | مرد   | ۳   | ۰    | ۰    | ۳     |
| ۱۵۶  | سونیا هنی                            | نروژ                           | Figure skating at the Olympic Games Figure skating | ۱۹۲۸–۱۹۳۶ | زمستانی  | زن    | ۳   | ۰    | ۰    | ۳     |
| ۱۵۶  | باد هوسر                             | ایالات متحده آمریکا            | دو و میدانی                                        | ۱۹۲۴–۱۹۲۸ | تابستانی | مرد   | ۳   | ۰    | ۰    | ۳     |
| ۱۵۶  | ویاچسلاو نیکولایویچ ایوانوف          | اتحاد شوروی                    | Rowing                                             | ۱۹۵۶–۱۹۶۴ | تابستانی | مرد   | ۳   | ۰    | ۰    | ۳     |
| ۱۵۶  | ایوار یوانسون                        | سوئد                           | کشتی                                               | ۱۹۳۲–۱۹۳۶ | تابستانی | مرد   | ۳   | ۰    | ۰    | ۳     |
| ۱۵۶  | مایکل جانسون (دونده)                 | ایالات متحده آمریکا            | دو و میدانی                                        | ۱۹۹۲–۲۰۰۰ | تابستانی | مرد   | ۳   | ۰    | ۰    | ۳     |
| ۱۵۶  | میشائیل یون                          | آلمان                          | Equestrian                                         | ۲۰۱۲–۲۰۲۴ | تابستانی | مرد   | ۳   | ۰    | ۰    | ۳     |
| ۱۵۶  | کاخی کاشیاشویلی                      | تیم متحد · یونان               | وزنه‌برداری                                         | ۱۹۹۲–۲۰۰۰ | تابستانی | مرد   | ۳   | ۰    | ۰    | ۳     |
| ۱۵۶  | پرتی کارپینن                         | فنلاند                         | Rowing                                             | ۱۹۷۶–۱۹۸۴ | تابستانی | مرد   | ۳   | ۰    | ۰    | ۳     |
| ۱۵۶  | تاتیانا کازانکینا                    | اتحاد شوروی                    | دو و میدانی                                        | ۱۹۷۶–۱۹۸۰ | تابستانی | زن    | ۳   | ۰    | ۰    | ۳     |
| ۱۵۶  | ژان کلود کیلی                        | فرانسه                         | اسکی آلپاین                                        | ۱۹۶۸      | زمستانی  | مرد   | ۳   | ۰    | ۰    | ۳     |
| ۱۵۶  | استر لدتسکا                          | جمهوری چک                      | اسنوبورد, اسکی آلپاین                              | ۲۰۱۸–۲۰۲۲ | زمستانی  | زن    | ۳   | ۰    | ۰    | ۳     |
| ۱۵۶  | اریک لمینگ                           | سوئد                           | دو و میدانی                                        | ۱۹۰۸–۱۹۱۲ | تابستانی | مرد   | ۳   | ۰    | ۰    | ۳     |
| ۱۵۶  | جیمز لایتبادی                        | ایالات متحده آمریکا            | دو و میدانی                                        | ۱۹۰۴      | تابستانی | مرد   | ۳   | ۰    | ۰    | ۳     |
| ۱۵۶  | پل ماسون                             | فرانسه                         | دوچرخه‌سواری                                        | ۱۸۹۶      | تابستانی | مرد   | ۳   | ۰    | ۰    | ۳     |
| ۱۵۶  | الکساندر مدوید                       | اتحاد شوروی                    | کشتی                                               | ۱۹۶۴–۱۹۷۲ | تابستانی | مرد   | ۳   | ۰    | ۰    | ۳     |
| ۱۵۶  | دبی میر                              | ایالات متحده آمریکا            | شنا                                                | ۱۹۶۸      | تابستانی | زن    | ۳   | ۰    | ۰    | ۳     |
| ۱۵۶  | خلیل موتلو                           | ترکیه                          | وزنه‌برداری                                         | ۱۹۹۶–۲۰۰۴ | تابستانی | مرد   | ۳   | ۰    | ۰    | ۳     |
| ۱۵۶  | ندو نادی                             | ایتالیا                        | شمشیربازی                                          | ۱۹۱۲–۱۹۲۰ | تابستانی | مرد   | ۳   | ۰    | ۰    | ۳     |
| ۱۵۶  | تاداهیرو نومورا                      | ژاپن                           | جودو                                               | ۱۹۹۶–۲۰۰۴ | تابستانی | مرد   | ۳   | ۰    | ۰    | ۳     |
| ۱۵۶  | کیالد نویس                           | هلند                           | اسکیت سرعت                                         | ۲۰۱۸–۲۰۲۲ | زمستانی  | مرد   | ۳   | ۰    | ۰    | ۳     |
| ۱۵۶  | جسی اونز                             | ایالات متحده آمریکا            | دو و میدانی                                        | ۱۹۳۶      | تابستانی | مرد   | ۳   | ۰    | ۰    | ۳     |
| ۱۵۶  | لاسلو پاپ                            | مجارستان                       | بوکس                                               | ۱۹۴۸–۱۹۵۶ | تابستانی | مرد   | ۳   | ۰    | ۰    | ۳     |
| ۱۵۶  | ماری-ژوزه پرک                        | فرانسه                         | دو و میدانی                                        | ۱۹۹۲–۱۹۹۶ | تابستانی | زن    | ۳   | ۰    | ۰    | ۳     |
| ۱۵۶  | تونی زایلر                           | اتریش                          | اسکی آلپاین                                        | ۱۹۵۶      | زمستانی  | مرد   | ۳   | ۰    | ۰    | ۳     |
| ۱۵۶  | بووایسار سایتیف                      | روسیه                          | کشتی                                               | ۱۹۹۶–۲۰۰۸ | تابستانی | مرد   | ۳   | ۰    | ۰    | ۳     |
| ۱۵۶  | ولادیمیر سالنیکوف                    | اتحاد شوروی                    | شنا                                                | ۱۹۸۰–۱۹۸۸ | تابستانی | مرد   | ۳   | ۰    | ۰    | ۳     |
| ۱۵۶  | فلیکس ساوون                          | کوبا                           | بوکس                                               | ۱۹۹۲–۲۰۰۰ | تابستانی | مرد   | ۳   | ۰    | ۰    | ۳     |
| ۱۵۶  | پیتر اسنل                            | نیوزیلند                       | دو و میدانی                                        | ۱۹۶۰–۱۹۶۴ | تابستانی | مرد   | ۳   | ۰    | ۰    | ۳     |
| ۱۵۶  | تئوفیلو استونسون                     | کوبا                           | بوکس                                               | ۱۹۷۲–۱۹۸۰ | تابستانی | مرد   | ۳   | ۰    | ۰    | ۳     |
| ۱۵۶  | کامیل استوخ                          | لهستان                         | اسکی پرش                                           | ۲۰۱۴–۲۰۱۸ | زمستانی  | مرد   | ۳   | ۰    | ۰    | ۳     |
| ۱۵۶  | نعیم سلیمان‌اوغلو                     | ترکیه                          | وزنه‌برداری                                         | ۱۹۸۸–۱۹۹۶ | تابستانی | مرد   | ۳   | ۰    | ۰    | ۳     |
| ۱۵۶  | آرون ژیلاگی                          | مجارستان                       | شمشیربازی                                          | ۲۰۱۲–۲۰۲۰ | تابستانی | مرد   | ۳   | ۰    | ۰    | ۳     |
| ۱۵۶  | لاشا تالاخادزه                       | گرجستان                        | وزنه‌برداری                                         | ۲۰۱۶–۲۰۲۴ | تابستانی | مرد   | ۳   | ۰    | ۰    | ۳     |
| ۱۵۶  | نفیساتو تیام                         | بلژیک                          | دو و میدانی                                        | ۲۰۱۶–۲۰۲۴ | تابستانی | زن    | ۳   | ۰    | ۰    | ۳     |
| ۱۵۶  | ماریان تیمر                          | هلند                           | اسکیت سرعت                                         | ۱۹۹۸–۲۰۰۶ | زمستانی  | زن    | ۳   | ۰    | ۰    | ۳     |
| ۱۵۶  | ایفونه فان خنیپ                      | هلند                           | اسکیت سرعت                                         | ۱۹۸۸      | زمستانی  | زن    | ۳   | ۰    | ۰    | ۳     |
| ۱۵۶  | اولریش ولینگ                         | آلمان شرقی                     | نوردیک ترکیبی                                      | ۱۹۷۲–۱۹۸۰ | زمستانی  | مرد   | ۳   | ۰    | ۰    | ۳     |
| ۱۵۶  | جانی ویسمولر                         | ایالات متحده آمریکا            | شنا                                                | ۱۹۲۴–۱۹۲۸ | تابستانی | مرد   | ۳   | ۰    | ۰    | ۳     |
| ۱۵۶  | کارل وستریرن                         | سوئد                           | کشتی                                               | ۱۹۲۰–۱۹۳۲ | تابستانی | مرد   | ۳   | ۰    | ۰    | ۳     |
| ۱۵۶  | شان وایت                             | ایالات متحده آمریکا            | اسنوبورد                                           | ۲۰۰۶–۲۰۱۸ | زمستانی  | مرد   | ۳   | ۰    | ۰    | ۳     |
| ۱۵۶  | بردلی ویگینز                         | بریتانیای کبیر                 | دوچرخه‌سواری                                        | ۲۰۰۴–۲۰۱۲ | تابستانی | مرد   | ۳   | ۰    | ۰    | ۳     |
| ۱۵۶  | آنیتا وودارچیک                       | لهستان                         | دو و میدانی                                        | ۲۰۱۲–۲۰۲۰ | تابستانی | زن    | ۳   | ۰    | ۰    | ۳     |
| ۱۵۶  | نیکولای زیمیاتوف                     | اتحاد شوروی                    | Cross-country skiing                               | ۱۹۸۰–۱۹۸۴ | زمستانی  | مرد   | ۳   | ۰    | ۰    | ۳     |